# Маків
Ма́ків — село в Україні, центр Маківської сільської територіальної громади Кам'янець-Подільського району Хмельницької області.

## Назва
Початково поселення мало назву Ступинці, але 1746 року назву змінено власником Станіславом Маковецьким на Маків.

## Географія

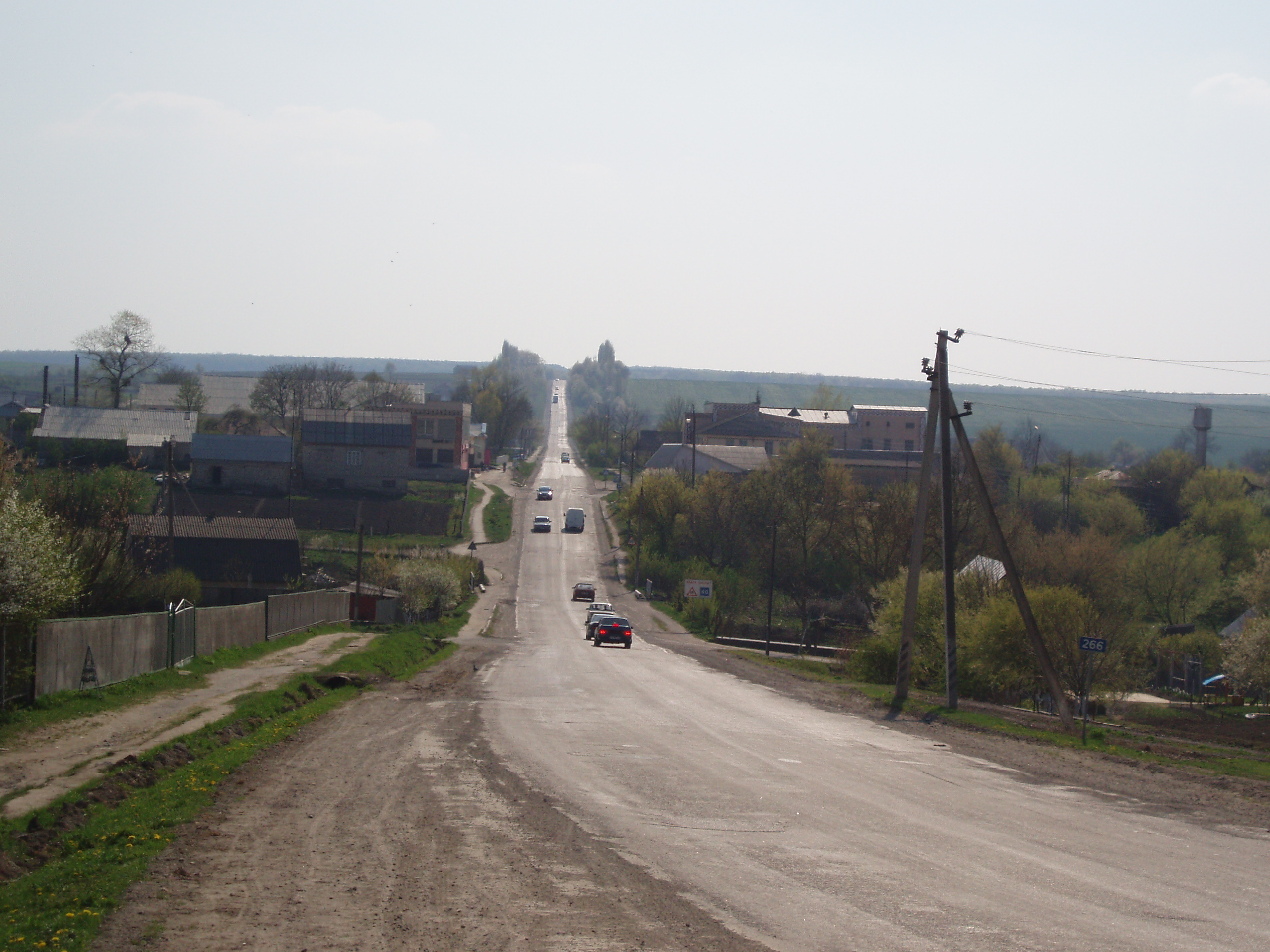
Траса в районі села Маків

Село розташоване на річці Шатавка, у мальовничій місцевості серед Подільських Товтр, неподалік міста Кам'янець-Подільський (20 км). Поблизу села є села-спутники Шатава та Привороття Друге.
Через Маків проходить автомобільний шлях Н03 національного значення Житомир — Чернівці.

### Клімат
Маків знаходяться в межах вологого континентального клімату із теплим літом. Але діяльність людини досить часто призводить до екоциду, поганих змін та глобального потепління. Рівень наповнення річок водою по області становить лише 20 % від необхідного стандарту, значна частина земної поверхні стає посушливою. Для покращення ситуації варто було б проводити ревайлдинг, відновлювати екосистеми та лісові насадження.

## Історія
В околицях села знайдено залишки поселення трипільської культури, що датується III тисячоліттям до н. е., а також залишки скляних прикрас часів Київської Русі.
Вперше в історичних джерелах село Ступинці (так раніше називався Маків та Шатава) згадується в 1482 році, як володіння Вахни та Клари з Нищеслава. У свій час ця назва об'єднувала два поселення, які в наш час лежать по різні боки автомобільного шляху Н 03 (Житомир — Чернівці).
У 1565 році, після зміни кількох власників, частина Ступинців залишилася в розпорядженні П'ясецьких, а село Шатава належало Гербуртам. У податковому реєстрі за цей же рік згадуються як містечко Ступинці, в інший час — Шатава («Stupincze alias Satawa») (с. 179).
У XVII столітті Ступинці були викуплені Володийовським гербу Корчак у Потоцьких, які володіли селом близько 60 років. Анна Володийовська отримала Ступинці в посаг при одруженні з Станіславом Маковецьким гербу Помьян, кам'янецьким суддею. Саме пан суддя Маковецький змінив в 1746 році назву села на Маків.
1751 рік змінює власника Макова — ним став Юзеф Раціборовський (1689—1756). Новий господар купив також сусідню Вербку, а загалом мав 1894 десятини землі. Хвалили й красу маєтку Рациборовських, що лежав у надзвичайно мальовничій місцевості: поруч вкриті лісами товтри, а внизу — річка Шатавка. Два стави, звані одним іменем — Довгостав — були вже й у ті часи. (Див. також Маківський парк).
1765 року в містечку Маків оселилися багато євреїв, і воно стає центром кагалу. З кінця XVIII — початку ХІХ ст. відома печатка містечка з гербом, у якому сполучено родові знаки власника Макова Войцеха Раціборовського (сина Юзефа Раціборовського) — «Єліта» (три покладені зіркою золоті списи на червоному тлі) та його дружини Домініки Липинської — «Бродзіц» (золоте кільце, з якого виходять три хрести, на червоному тлі); над гербом — дві шляхетські корони, над однією з яких голова козла (клейнод герба «Єліта»), а над другою страусові пера (клейнод герба «Бродзіц»).
Селяни були звільнені від кріпосного права в 1861 році. На честь цієї події в багатьох селах Поділля на в'їздах встановлювали пам'ятні фігури, такі збереглись в селах: Нігин, Черче. Ця традиція відновлюється, встановлюються статуї Божої Матері чи інші фігури.
1862 року Маків стає волосним центром. До нього входило 20 сіл Кам'янецького повіту. Всіма справами заправляв волосний старшина Василь Білюга та писар Мздиковський. Того ж року в Макові відкрилася церковно-парафіяльна школа, у якій 1870 року навчалося 12 хлопчиків та 12 дівчаток.
1863 року селяни втрачають можливість користуватись рідною мовою, видано таємне розпорядження — Валуєвський циркуляр, що наказував призупинити видання значної частини книг, написаних українською мовою, а згодом доповнено Емським указом.
1883 року діє Маківсько-Шатавське однокласне училище Міністерства народної освіти.
У 1908 році Маків купив родич Раціборовських Альфред Журовський. Крім розвитку палацу, власник села завзято відроджував фільварки та млини, звів цукровню.
У 1917 році пан Журковський виїжджає до Польщі. Маєток руйнується в ході революційних подій.
У селі деякий час базувався авіазагін (полк) Української Галицької армії після переходу нею річки Збруч.
У жовтні 1925 р. було відбудовано велику цукроварню, що не діяла з 1914 року.
Певний час село було районним центром УРСР, доки не увійшло до складу Дунаєвецького району.
За радянських часів п'ять сіл Дунаєвецького району об'єдналися, створивши колгосп «Україна».
Під час організованого радянською владою Голодомору 1932—1933 років померло щонайменше 260 жителів села.
По закінченню Другої світової війни у 1946—1947 роках мешканці села вчергове пережили голод.
У 1961 році колгосп очолив талановитий організатор, патріот рідного краю Віталій Володимирович Стеньгач. Ефективне ведення сільськогосподарських культур і тваринництва дало змогу колгоспникам побудувати асфальтний завод. Колгосп щороку виділяв мільйон карбованців на соціально-культурне будівництво. На ці кошти побудовано дільничну лікарню, чотири шкільних приміщення, дитячий садок і ясла, Будинок культури, Будинок тваринника. У цей період у Макові заасфальтовано вулиці, прокладено водопровід, завершується газифікація помешкань. Маків став першим газифікованим селом у Хмельницькій області.
1975-го року починає роботу санаторій «Україна». Його будівництво почалось у 70-х роках, коли для своїх працівників колгосп «Україна» ухвалив рішення створити санаторій, під який відвели пусту гору Сідлатицю. Гору засадили молодими деревами та протягом року, побудувати водолікарню і спальний корпус на 125 місць. Під горою створили озеро, перекривши річку Шатавицю — притоку Дністра. Невдовзі санаторій набув статусу обласного. Звели п'ятиповерховий спальний корпус на 400 ліжок з ліфтом і ще один для одночасного харчування всіх відпочивальників та їхнього дозвілля. Зараз санаторій «Україна» входить у число лауреатів Всеукраїнського рейтингу-проекту «100 найкращих підприємств України» в номінації «Санаторно-курортні послуги». Санаторій «Україна» — маленьке автономне королівство, що займає 28 гектарів на горі Сідлатиці. До озера ведуть сходи, бордюри яких прикрашають скульптури лосів роботи кам'янець-подільського майстра Івана Васильовича Свідера.
У 1980-х роках, на базі колгоспу «Україна» було створено звіринець, у якому крім свійської худоби та птиці можна було побачити фазанів, павичів, ведмедів та інших рідкісних тварин. Згодом ініціатива була припинена у зв'язку з проблемами фінансування села на початку 1990-х років. Частими гостями тут були родини з дітьми, що могли відвідати невеличкий звіринець без далекої подорожі до великих міст. На згадку залишились лише світлини гостей, які встигли відвідати господарство в найкращі його часи.
З 1991 року в складі незалежної України. Маків постійно розвивається та оновлюється. Тут функціонує середня школа, дитячий садок, лікарня, православна Хрестовоздвиженська церква, Дім молитви, Будинок культури, музична та спортивна школи, бібліотека. Протягом років змінювались керівники організацій та підприємств, кожен з яких вносив свій особистий вклад в розбудову села.
В 2015 році була створена Маківська сільська об'єднана територіальна громада, яку очолив тоді діючий сільський голова Анатолій Аркадійович Кушнір. До громади ввійшли 8 сіл: Маків, Шатава, Слобідка-Рахнівська, Михайлівка, Блищанівка, Слобідка Залісецька, Чечельник та Слобідка Балинська. Об'єднання в громаду має створити умови для формування ефективної і відповідальної місцевої влади, яка зможе забезпечити комфортне та безпечне середовище для проживання людей.
17 липня 2020 року, в результаті адміністративно-територіальної реформи та ліквідації Дунаєвецького району, село увійшло до складу Кам'янець-Подільського району.
25 жовтня 2020 року відбулись чергові вибори голів сільських та селищних рад. Головою Маківської ОТГ було обрано Галачинського Владислава Станіславовича.

## Населення

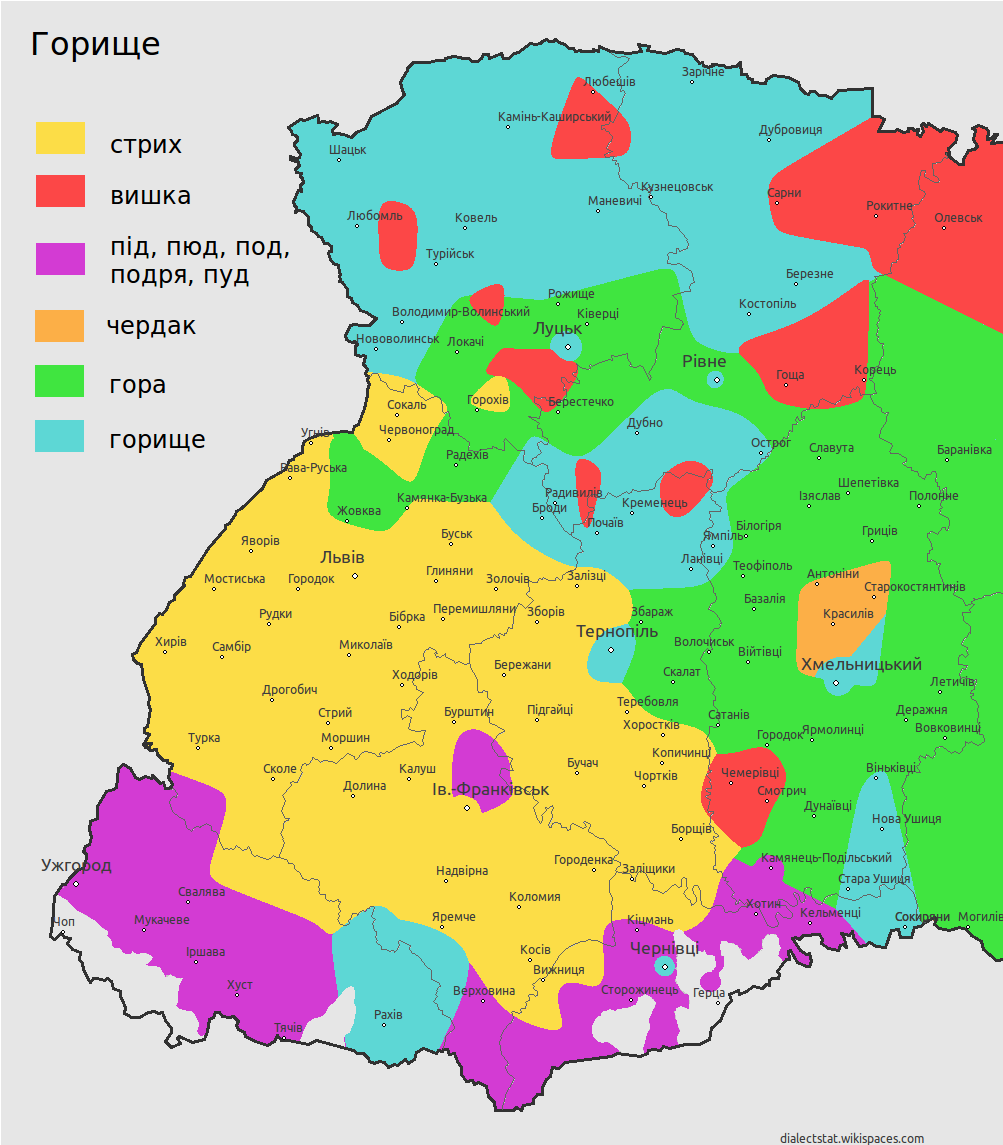
Селі Маків поширені такі діалекти слова «горище»: стрих, вишка, гора, під, подря, под, пуд

За переписом населення України 2001 року в селі мешкало 3503 особи.
Згідно перепису 2015 року селі жило 3457 осіб, населення села скоротилось на 1,31 % порівняно зі 2001 роком.
У 2020 році населення становить 3186 особи.

### Мова
У селі поширені західноподільська говірка та південноподільська говірка, що відносяться до подільського говору, який належить до південно-західного наріччя.
Розподіл населення за рідною мовою за даними перепису 2001 року:
| Мова            | Кількість | Відсоток |
| --------------- | --------- | -------- |
| українська      | 3192      | 98.22 %  |
| російська       | 46        | 1.42 %   |
| румунська       | 3         | 0.09 %   |
| білоруська      | 2         | 0.06 %   |
| інші/не вказали | 7         | 0.21 %   |
| Усього          | 3250      | 100 %    |

## Пам'ятки

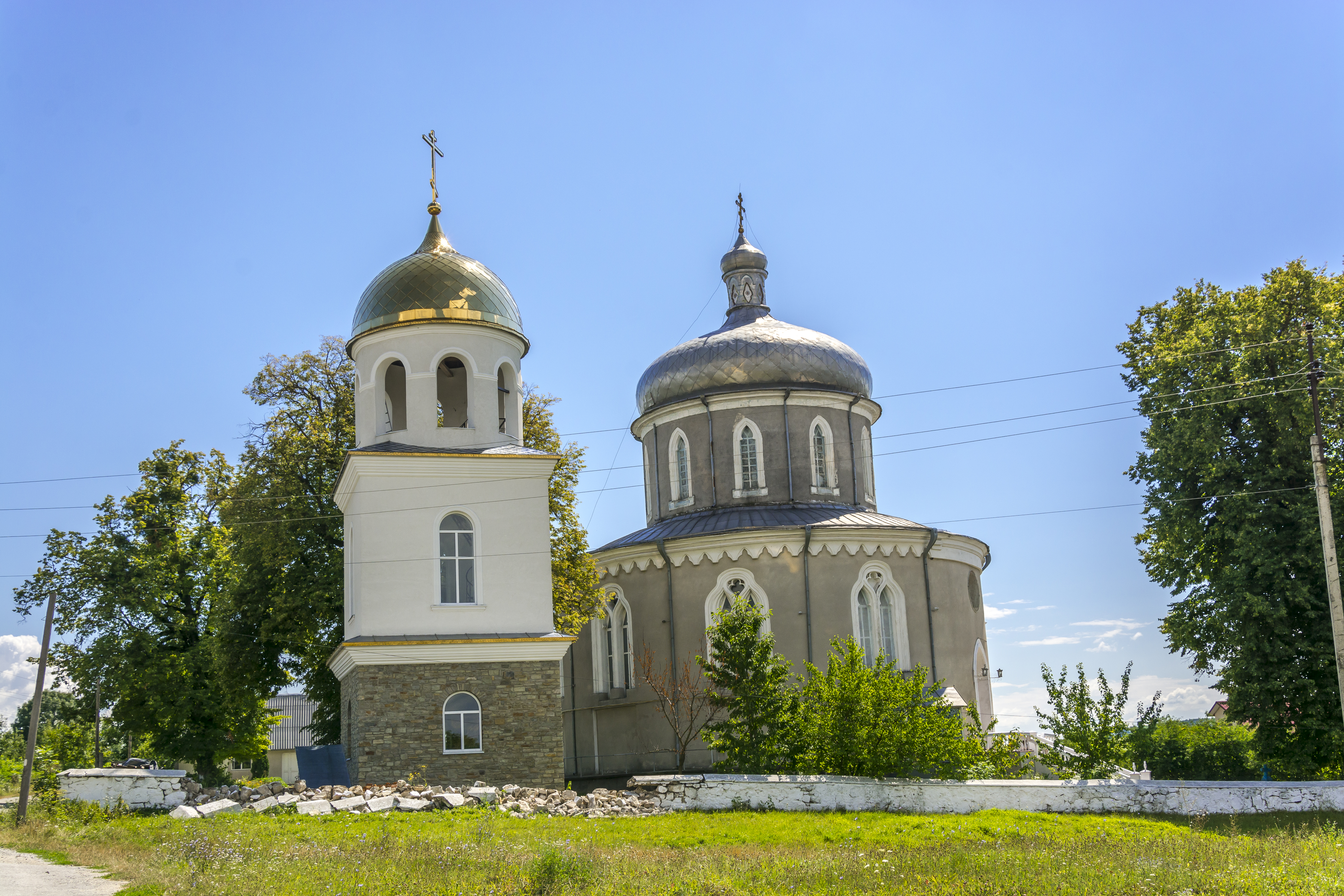
Церква святого Іоана Богослова

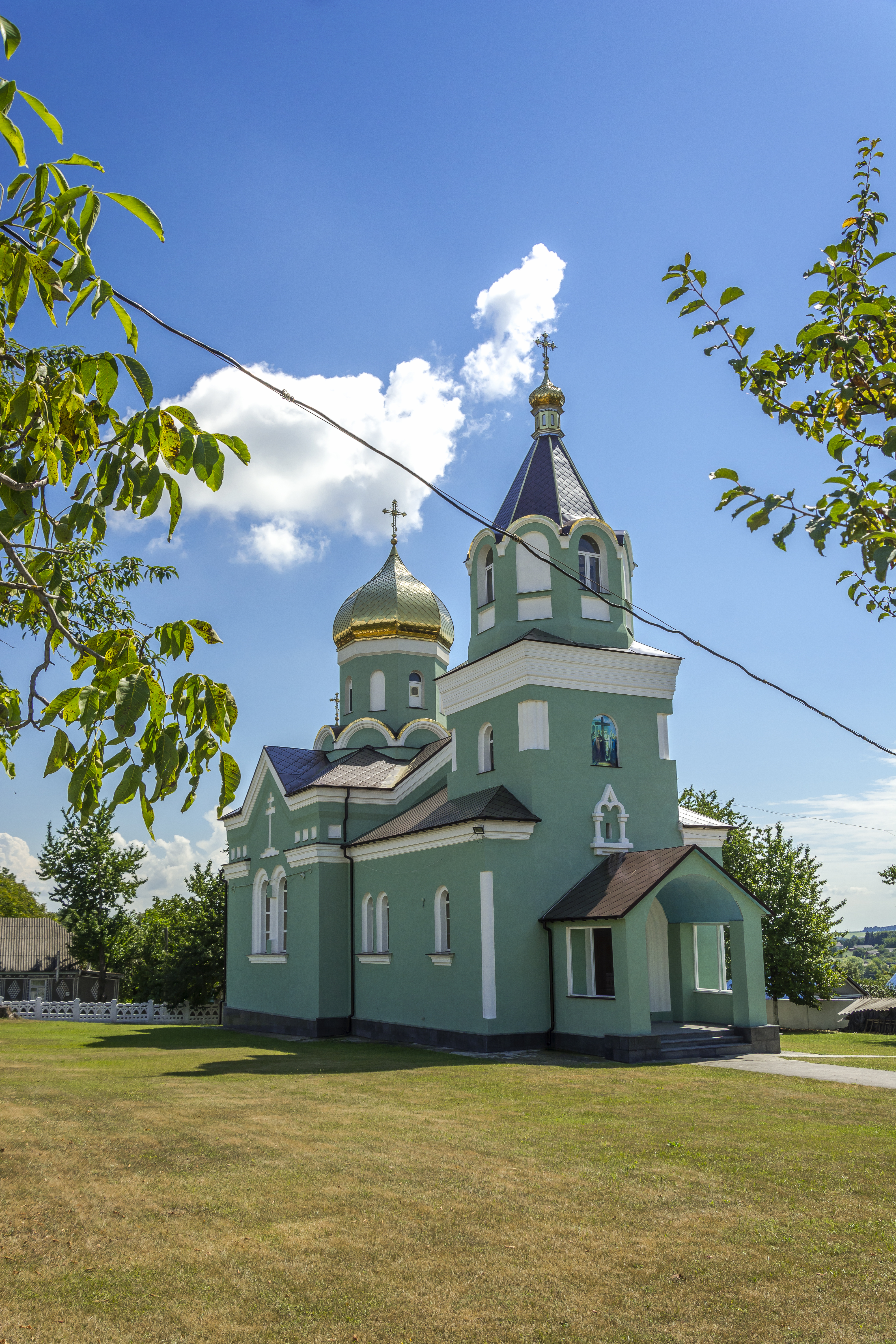
Здвиженська церква у 2020

- Маківський цукровий завод. Значно менш відома пам'ятка Макова — брама з каріатидами. Цукровня, зведена ще Раціборовьскими, цей промисловий велет XIX століття, який і в XXI-му не цілковито ще втратив риси суворої, вікторіанської могутності, все ж зникає. Але навіть елементи декору все ще простежуються на найдавніших корпусах. У січні 2012 року нові власники порізали на металобрухт старе обладнання заводу. Та поки ще стоїть релікт дивної епохи — брама.
- На території сусіднього села Шатава знаходиться чудовий взірець культової архітектури — Іоанобогословською церквою (1839—62), що є однією з головних архітектурно-історичних пам'яток Дунаєвеччини, являючи собою рідкісний тип ротондової церкви з елементами класицизму.
- Здвиженська церква 1876 р.
- Руїни палацевого маєтку (зруйновано 1917 р.) та замку (зруйновано 1914 р.) в Макові
- Заказник «Кармалюкова Гора». Кармалюкова товтра знаходиться за селом Маків, по сільській дорозі на с. Повороття Друге.
- На північний схід від села розташована зоологічна пам'ятка природи «Ступенці».
- Старий амбар (комора) — поблизу виїзду з села на автомобільну дорогу Н 03.

## Санаторій «Україна»
Хмельницький обласний міжгосподарський санаторій Україна працює з 1975 року. Навколо санаторію розташований хвойно-листяний парк та штучне озеро. Територія санаторію займає 28 га, з яких 9 га — озеро, 19 га — лісопарк. Головним лікарем санаторію був Олександр Лисюк у 1975—1998 роках. Будівлею санаторію є п'ятиповерховий корпус, з'єднаний переходами з допоміжними будівлями, розрахований на 325 місць.
У санаторії проходять лікування пацієнти з діагнозами хронічний гастрит, хронічний коліт і ентероколіт різної етіології, функціональні захворювання кишки з порушенням моторно-евакуаторної функції та хвороби оперованого шлунка
У лікуванні використовуються мінеральні води Маківського родовища мінеральних вод, «Маківська» (типу Миргородська) і «Перлина Поділля» (типу Нафтуся), ванни, душі, масаж тощо.
Станом на 2021 рік не функціонує.

## Відомі люди

### Народились
- Володийовський Єжи — шляхтич гербу Корчак, перемиський стольник, військовий командувач.
- Булгаков Володимир Петрович — радянський футболіст і тренер, майстер спорту, заслужений тренер УРСР.
- Дозорець Ігор Васильович — український військовослужбовець, учасник російсько-української війна.[9][10]
- Гаєвський Володимир Володимирович — український військовослужбовець, учасник російсько-української війни.[11]
- Нігірук Андрій Віталійович — український військовослужбовець, учасник російсько-української війни.[12][13]

### Перебували, проживали
- Стеньгач Віталій Володимирович — український і радянський господарник, офіцер МДБ, громадський діяч, педагог, голова колгоспу «Україна».

## Цікаві факти
- «Camino Podolico» — це подільський шлях святого Якова, який поєднує міста: Вінниця, Бар та Кам'янець-Подільський, а також шлях включає Маків, як один з етапів маршруту.[14]
- В південній Польщі є місто Маків-Підгалянський та село Макова.

## Галерея

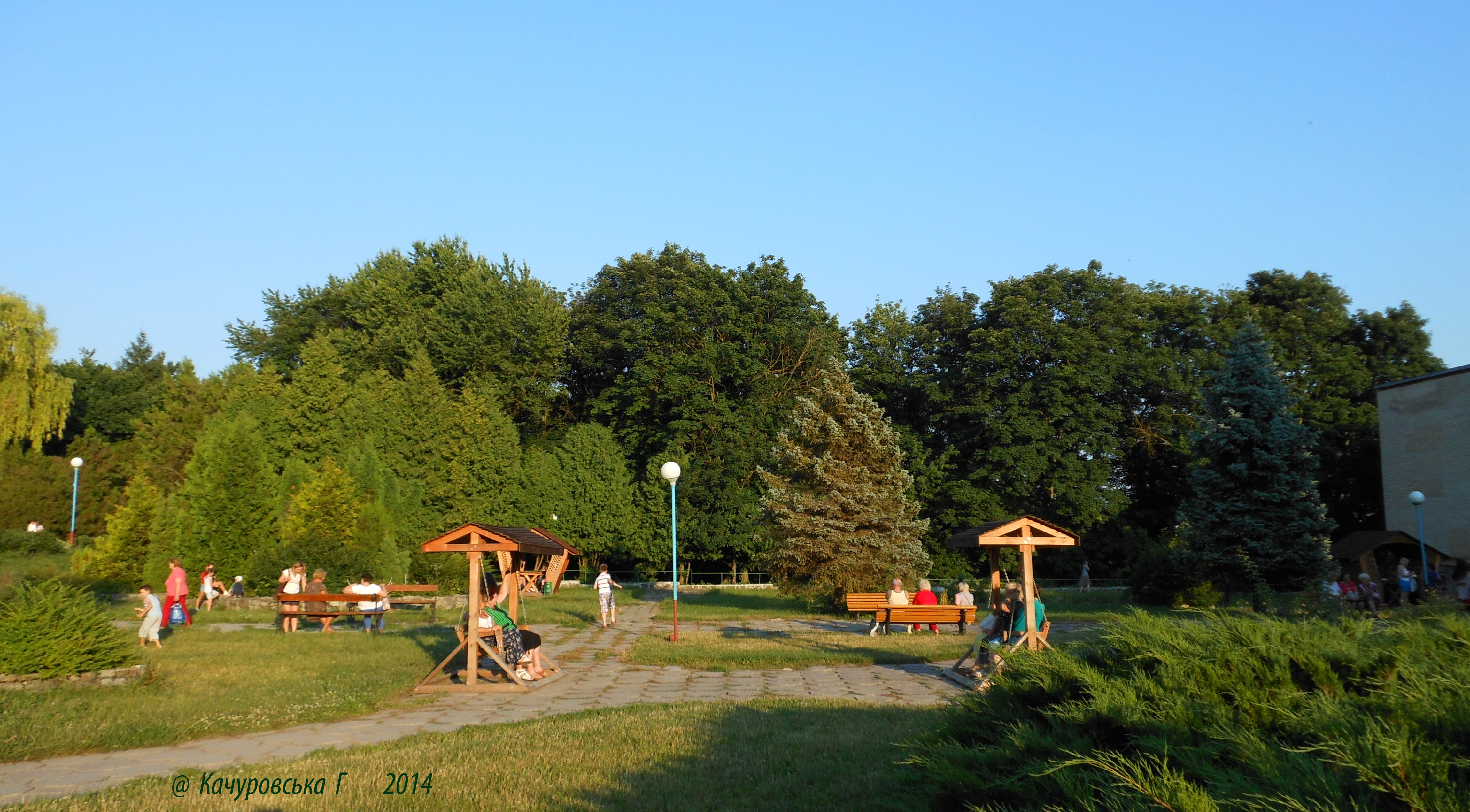
На території санаторію «Україна» в селі Маків
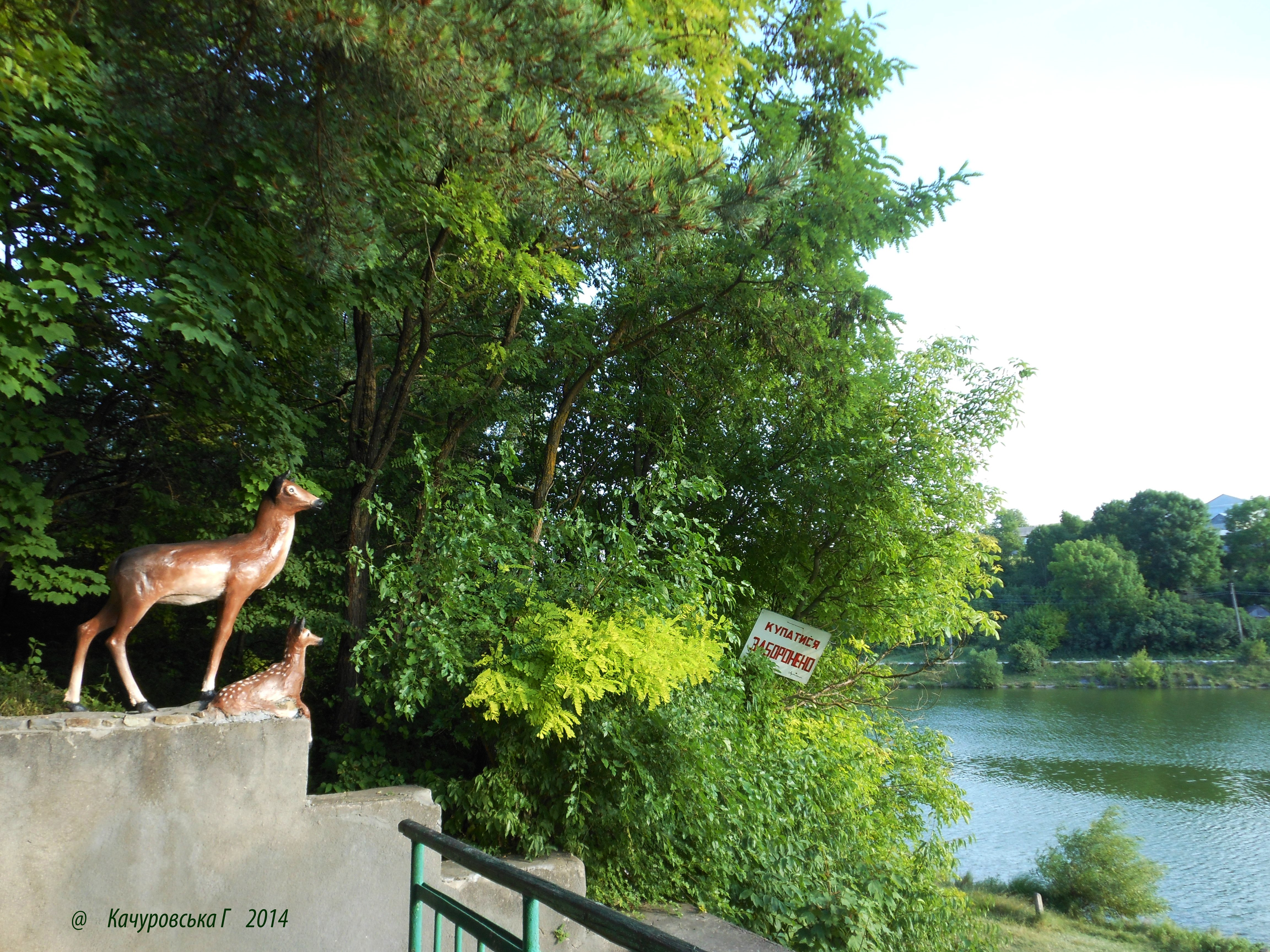
Вигляд на озеро
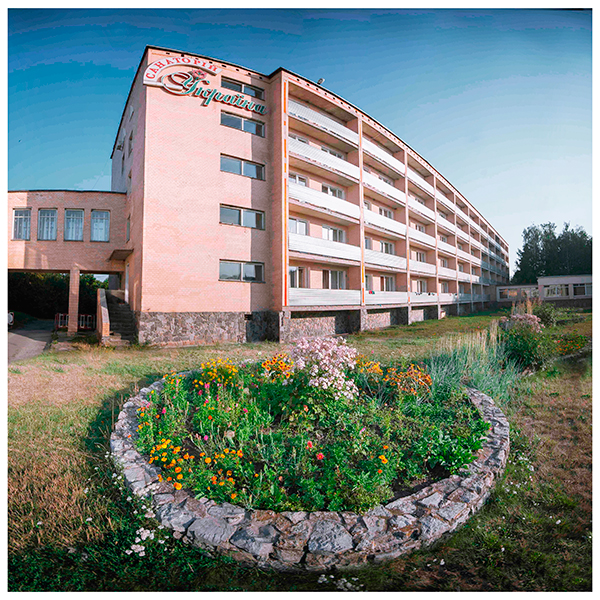
Санаторій "Україна"
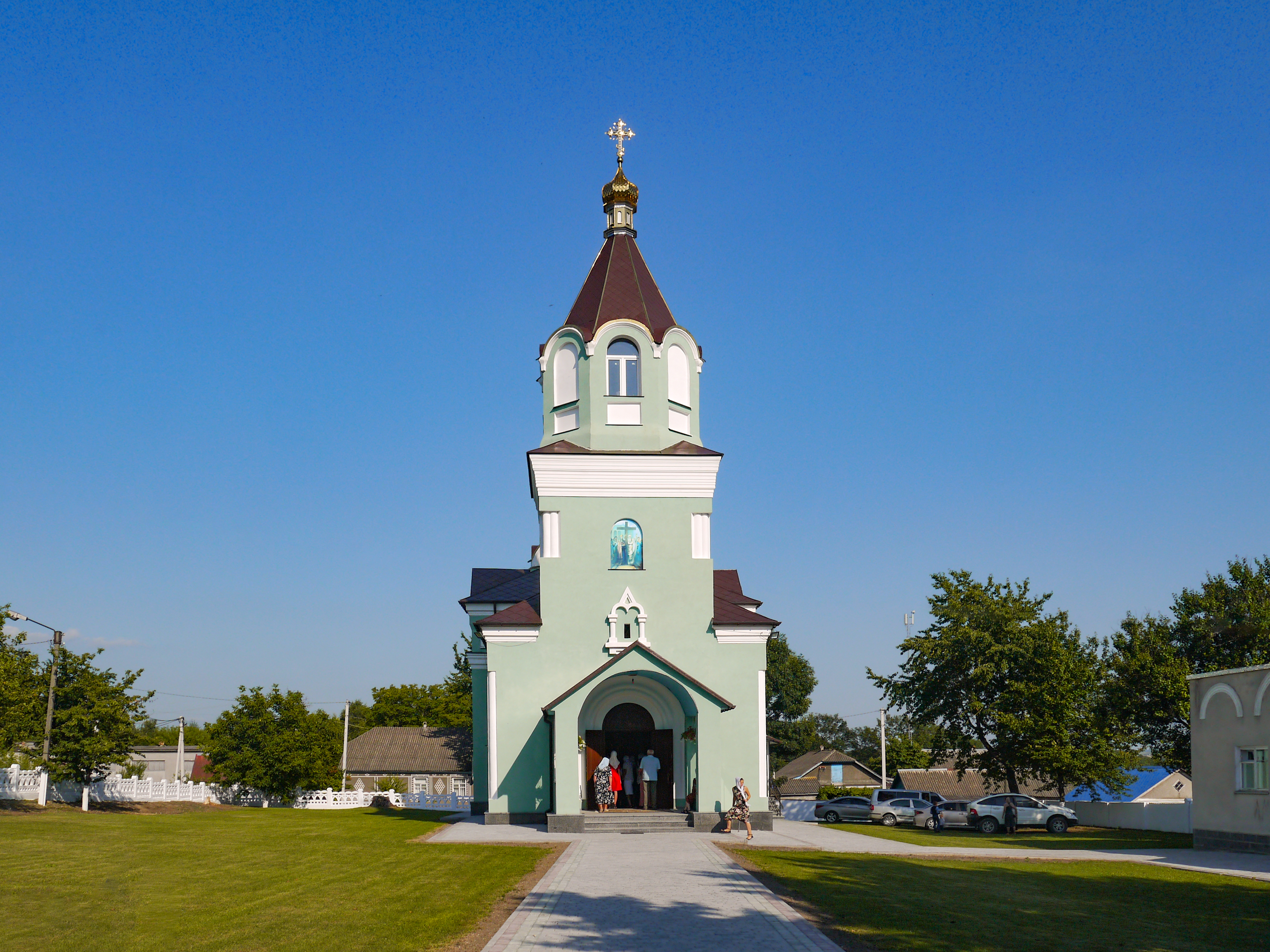
Здвиженська церква
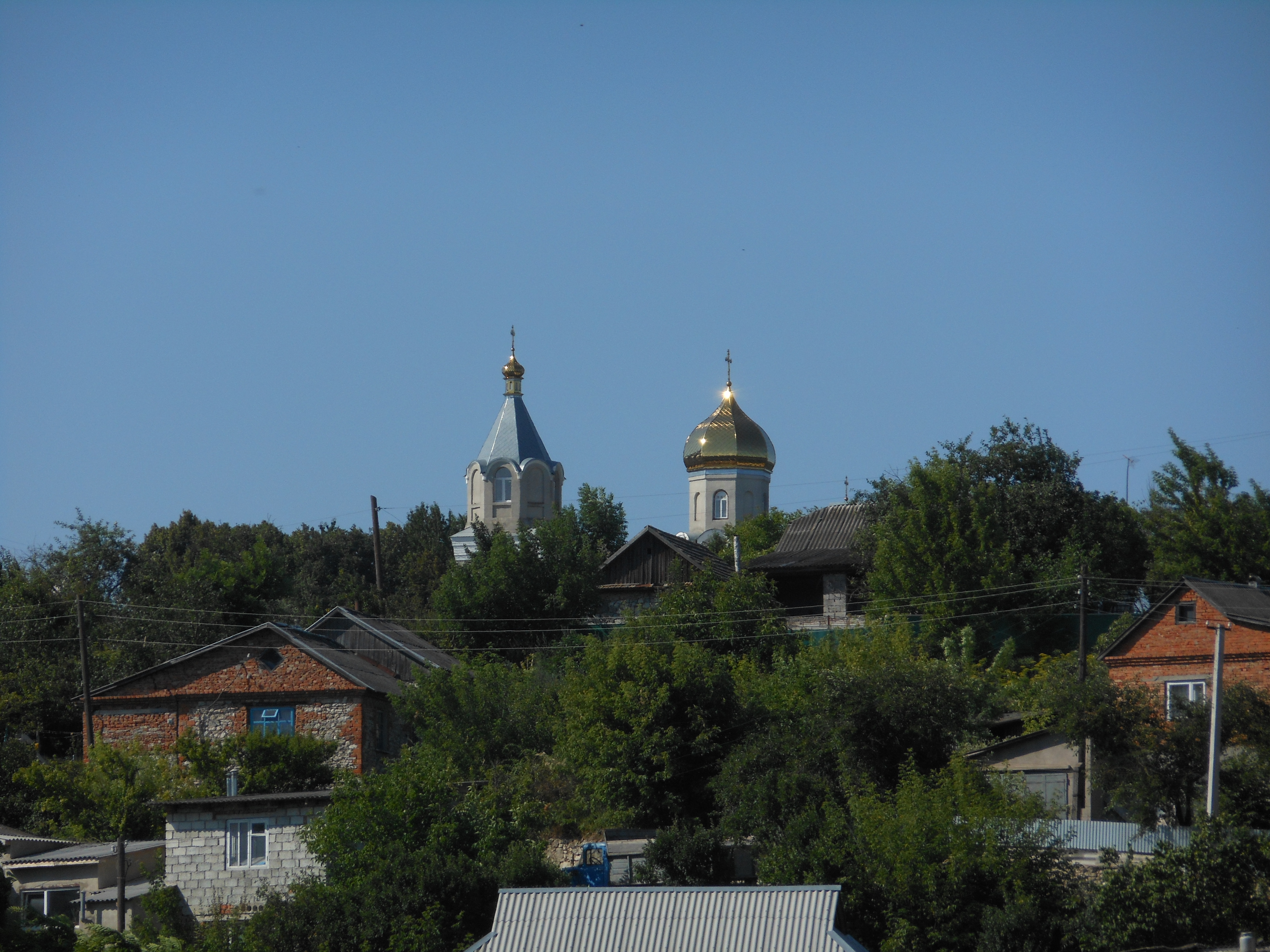
Здвиженська церква
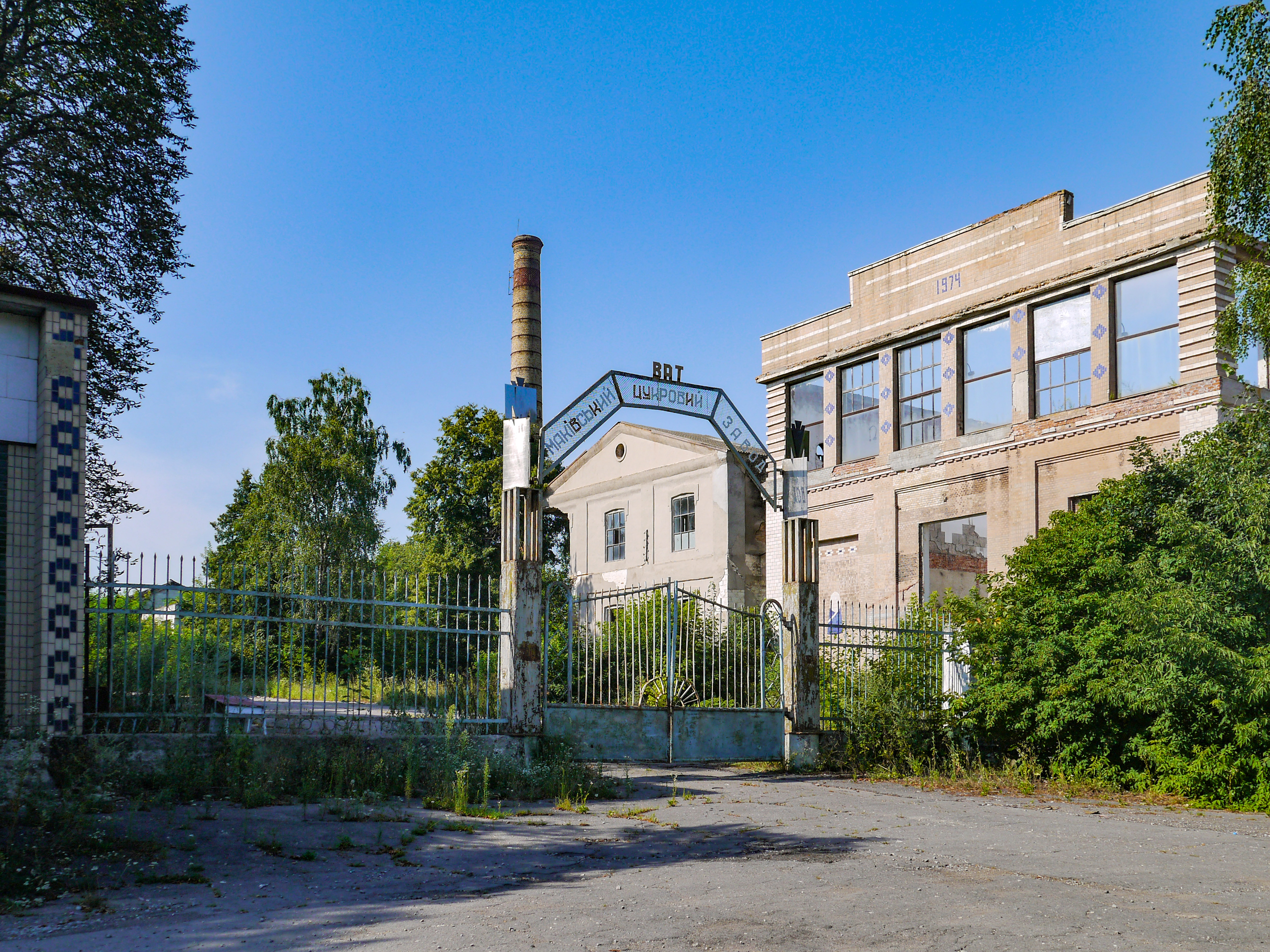
Виробничий корпус цукровий завод
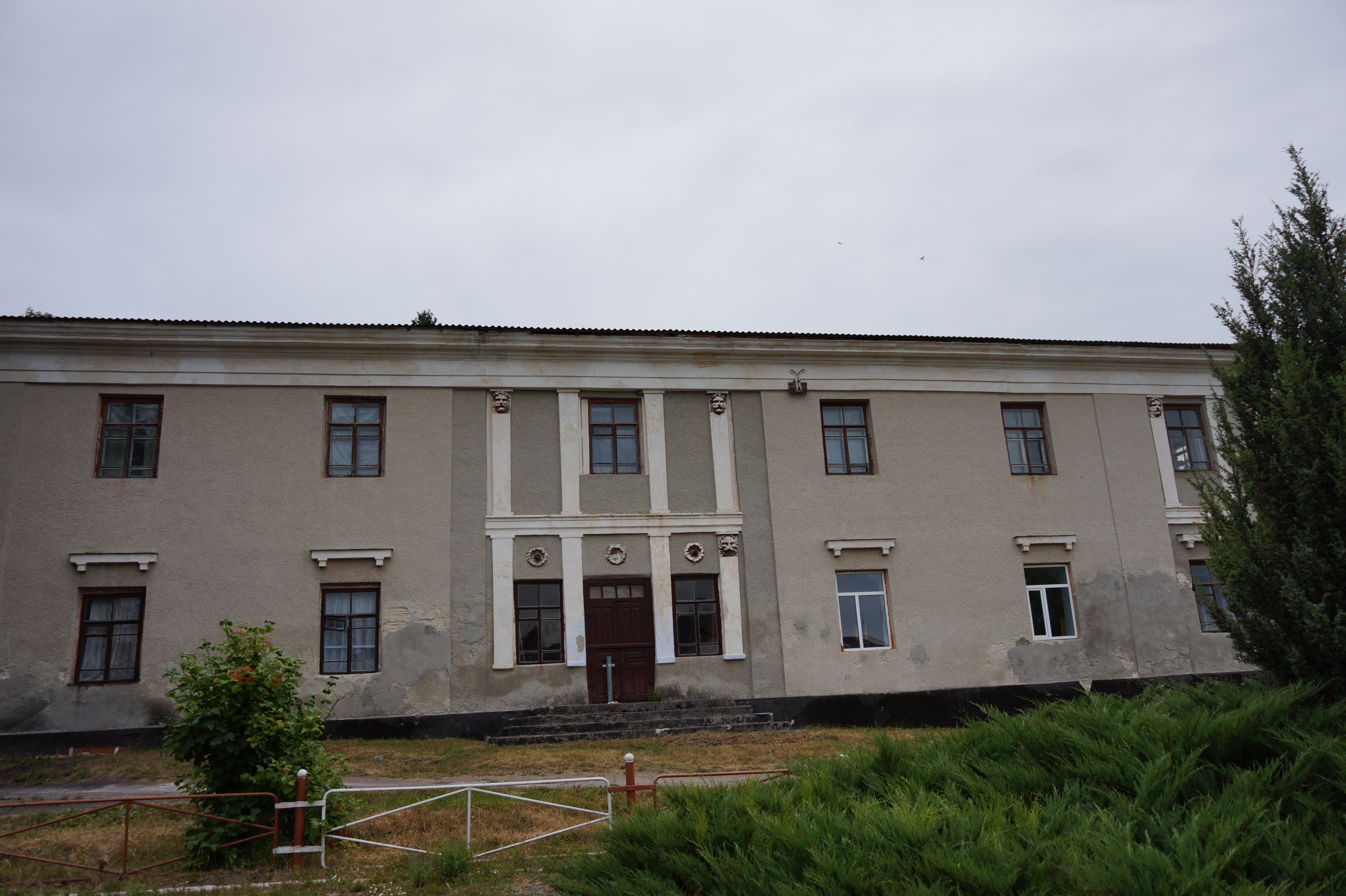
Палацовий флігель
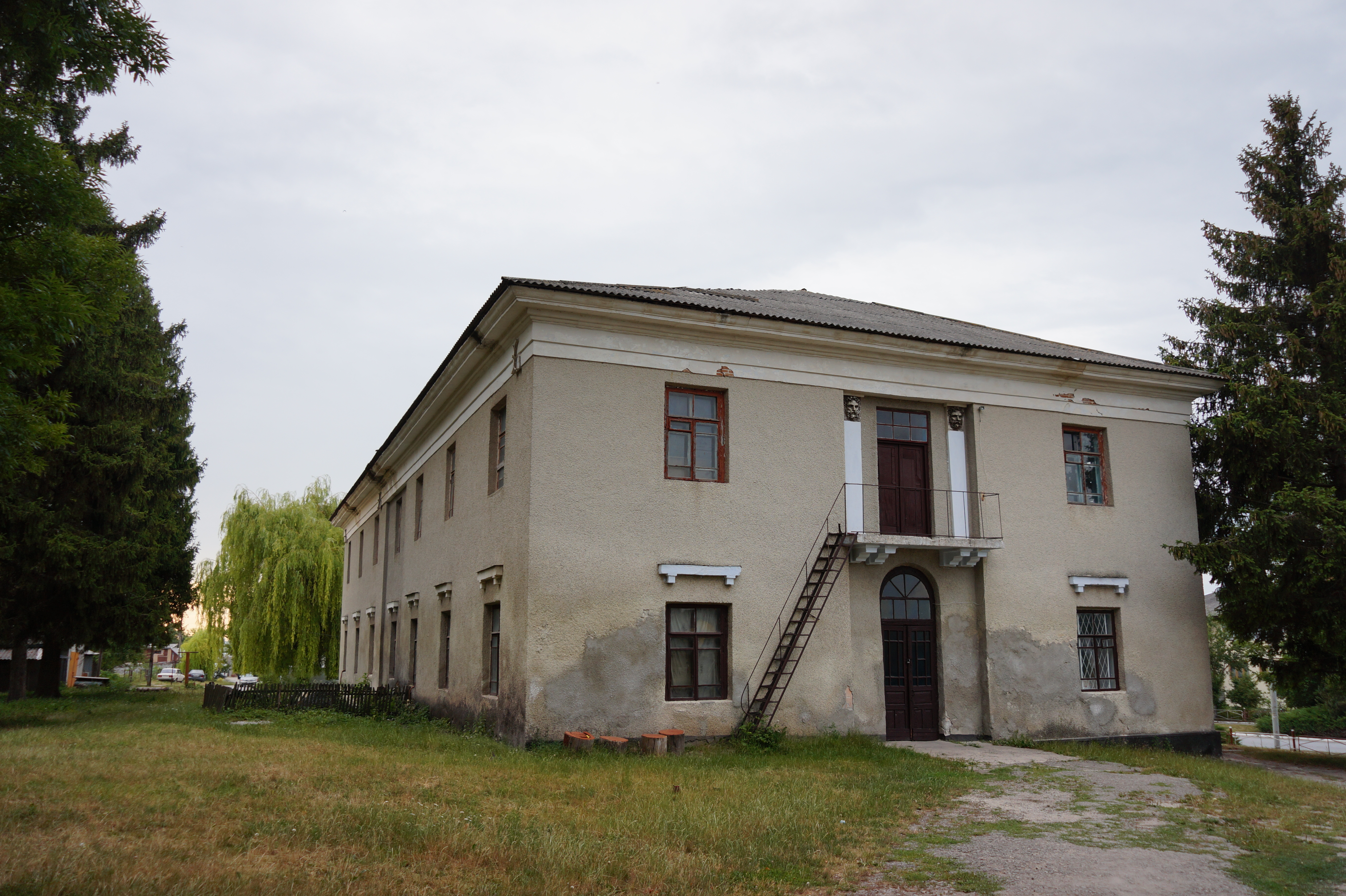
Палацовий флігель
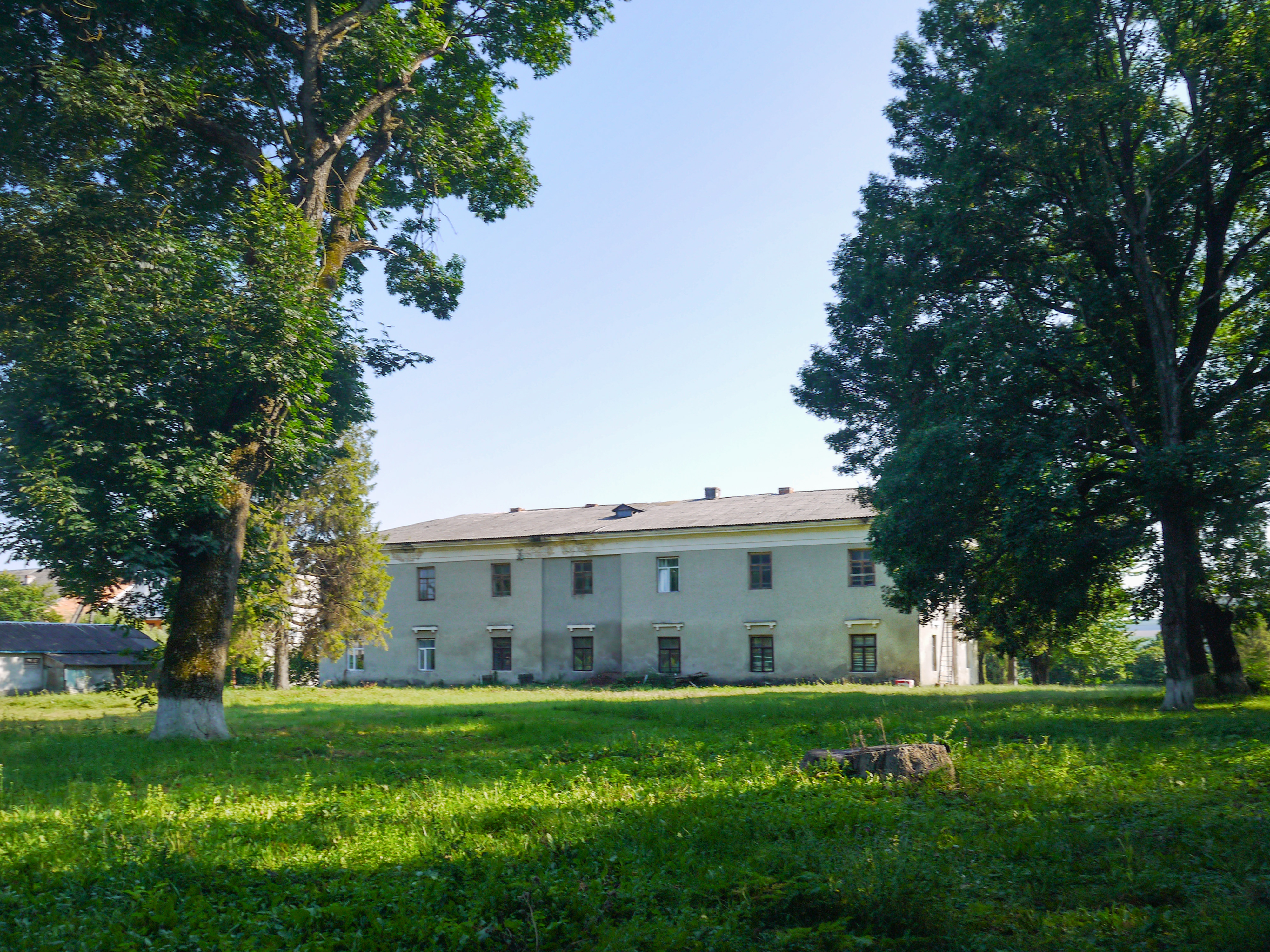
Палацовий флігель, Маків
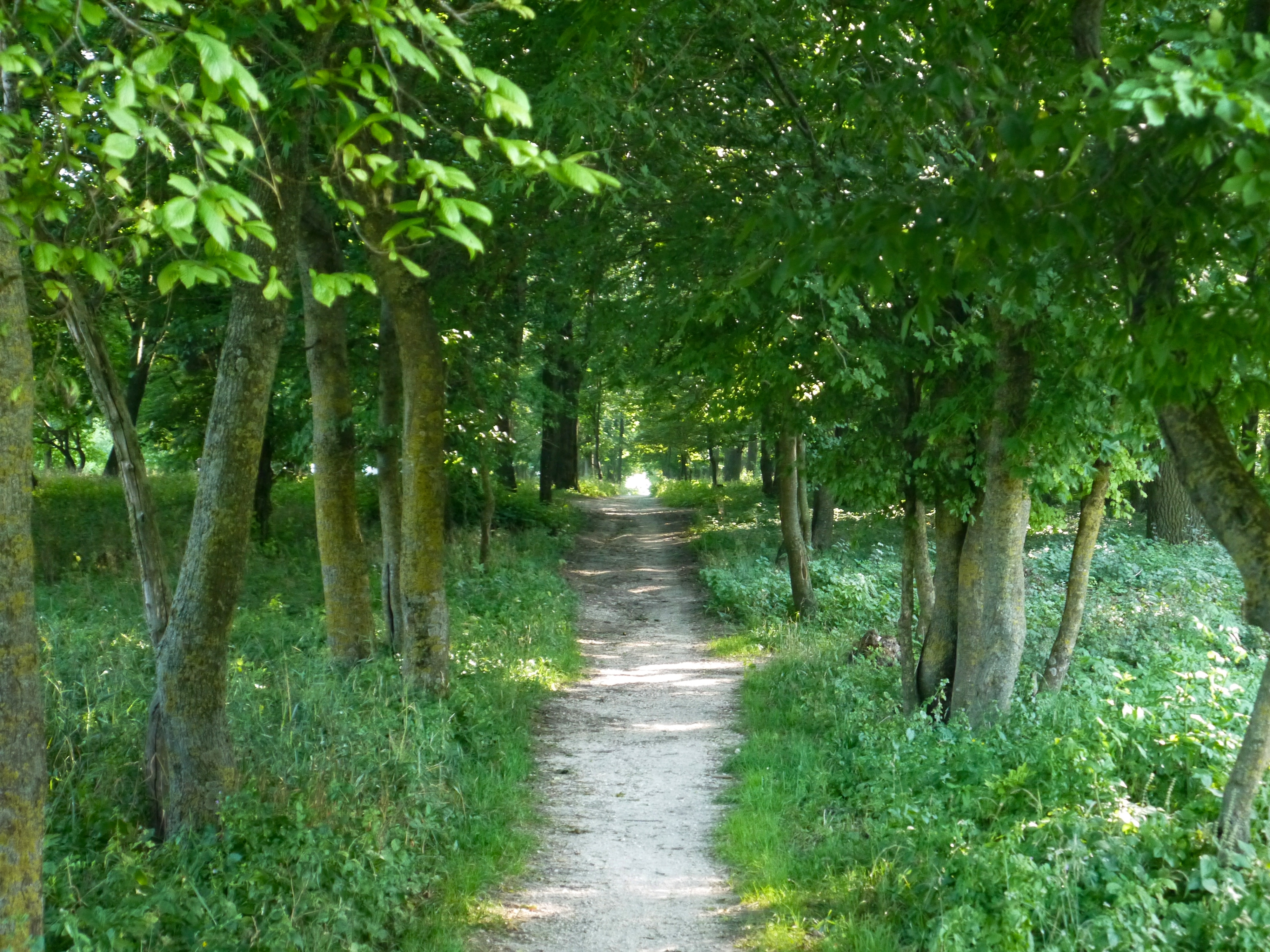
Маківський парк
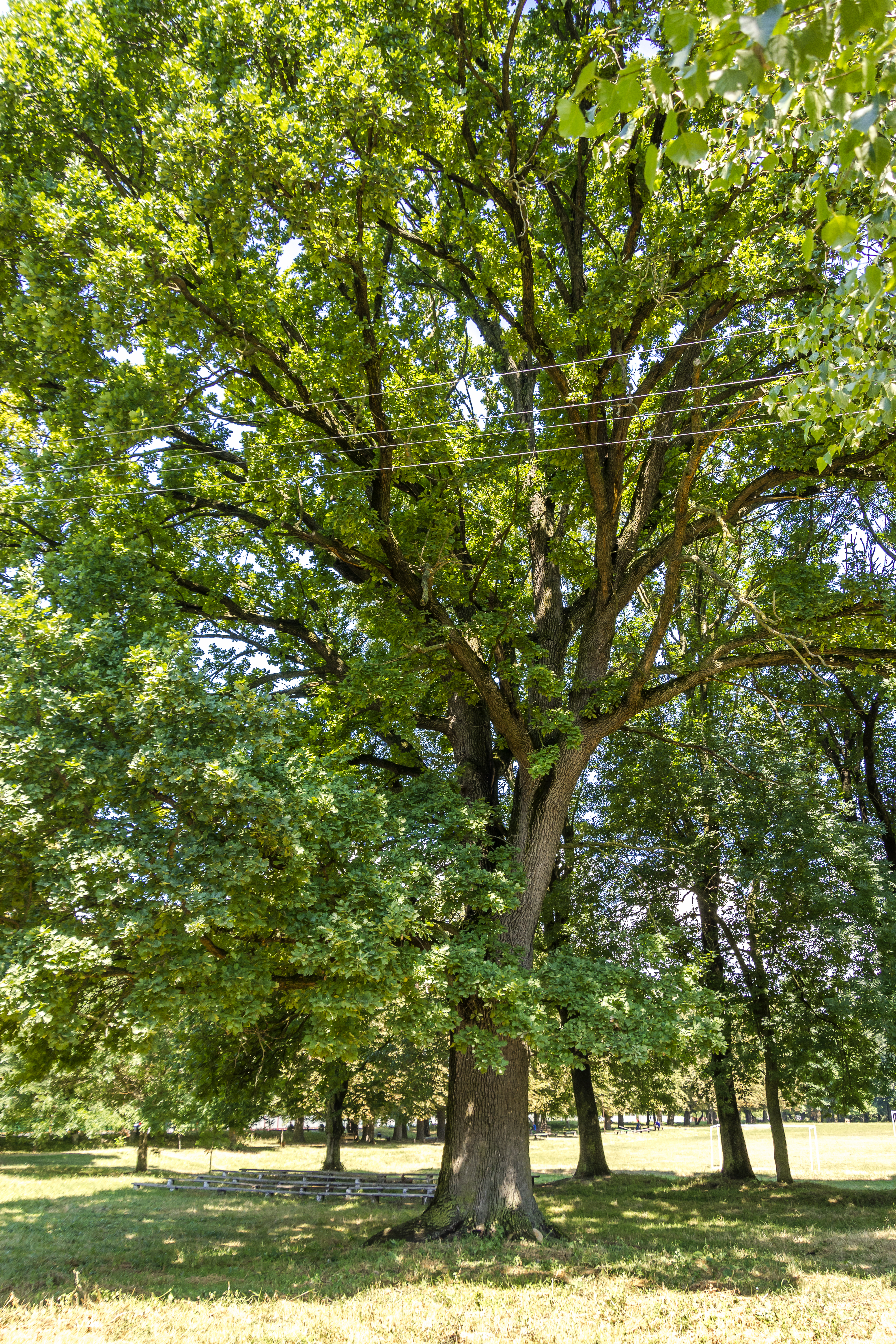
Маківський парк
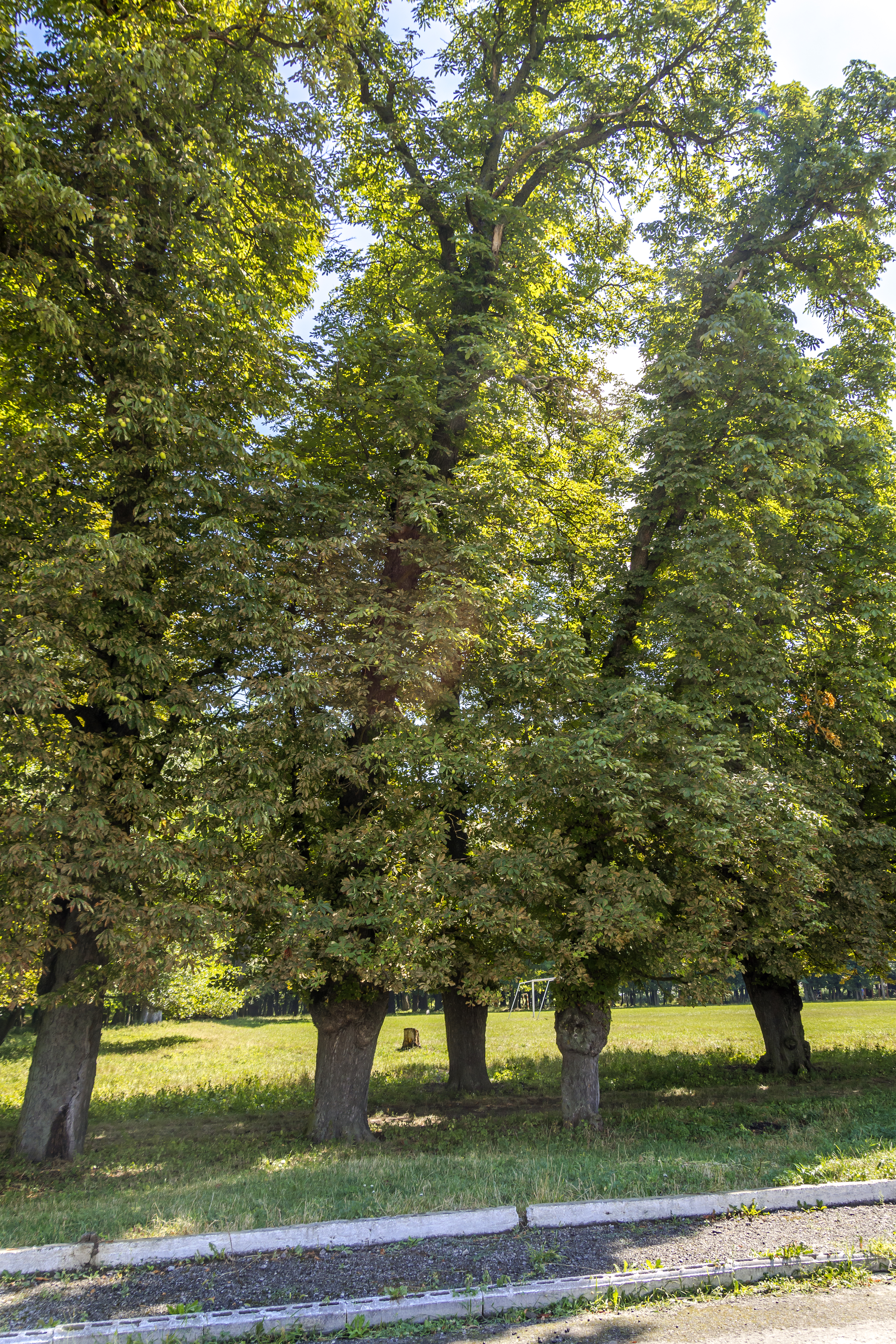
Маківський парк
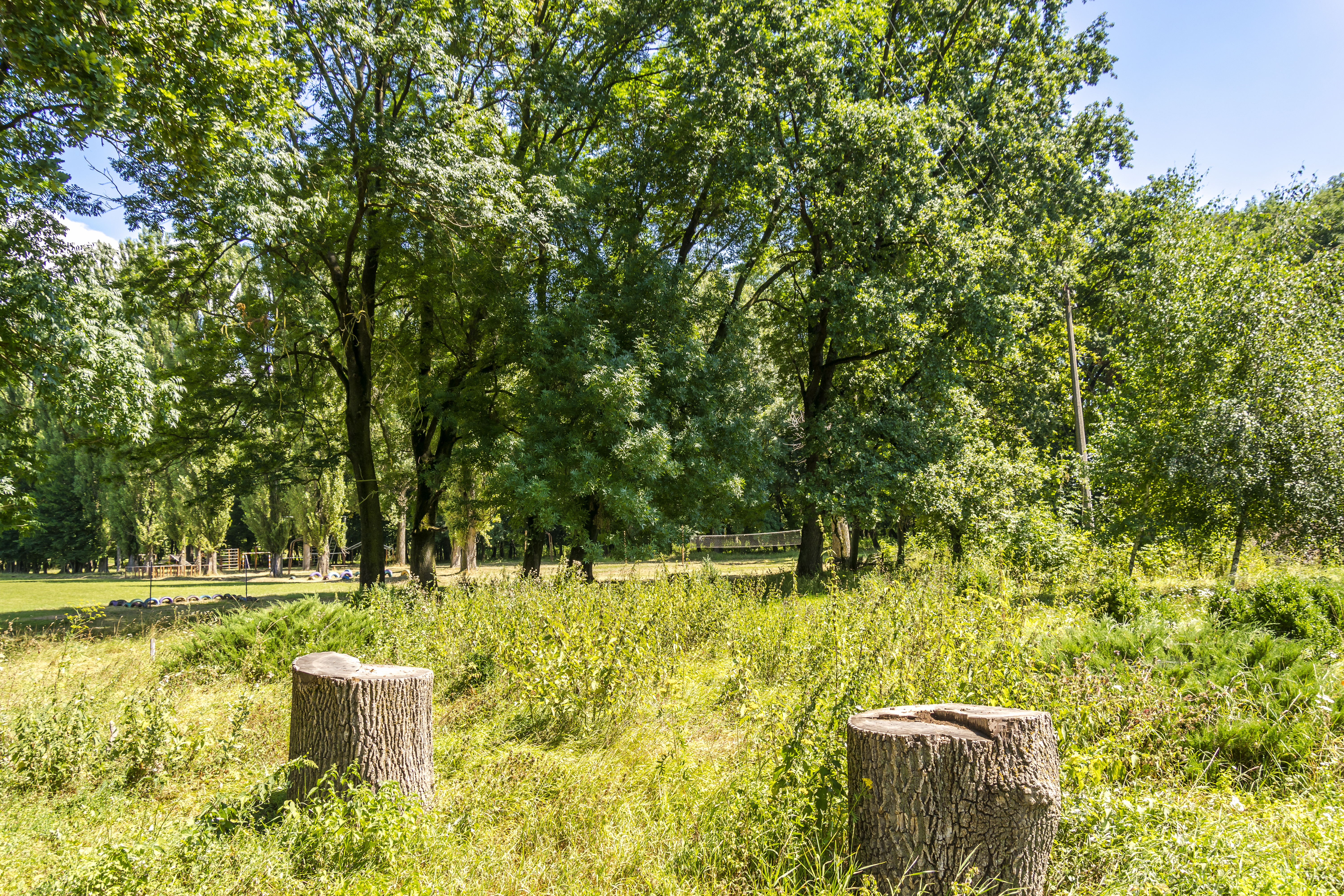
Маківський парк
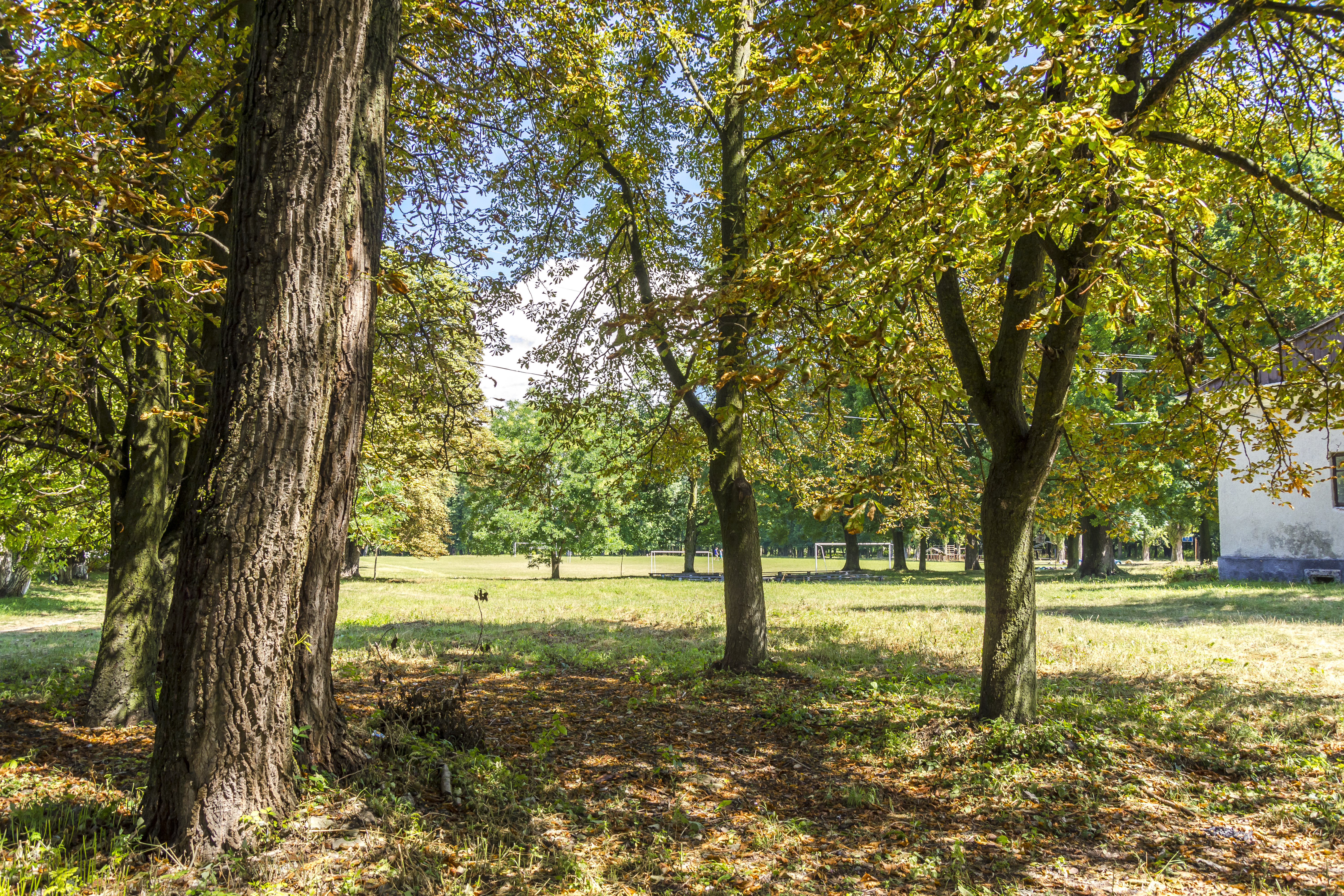
Маківський парк 2020
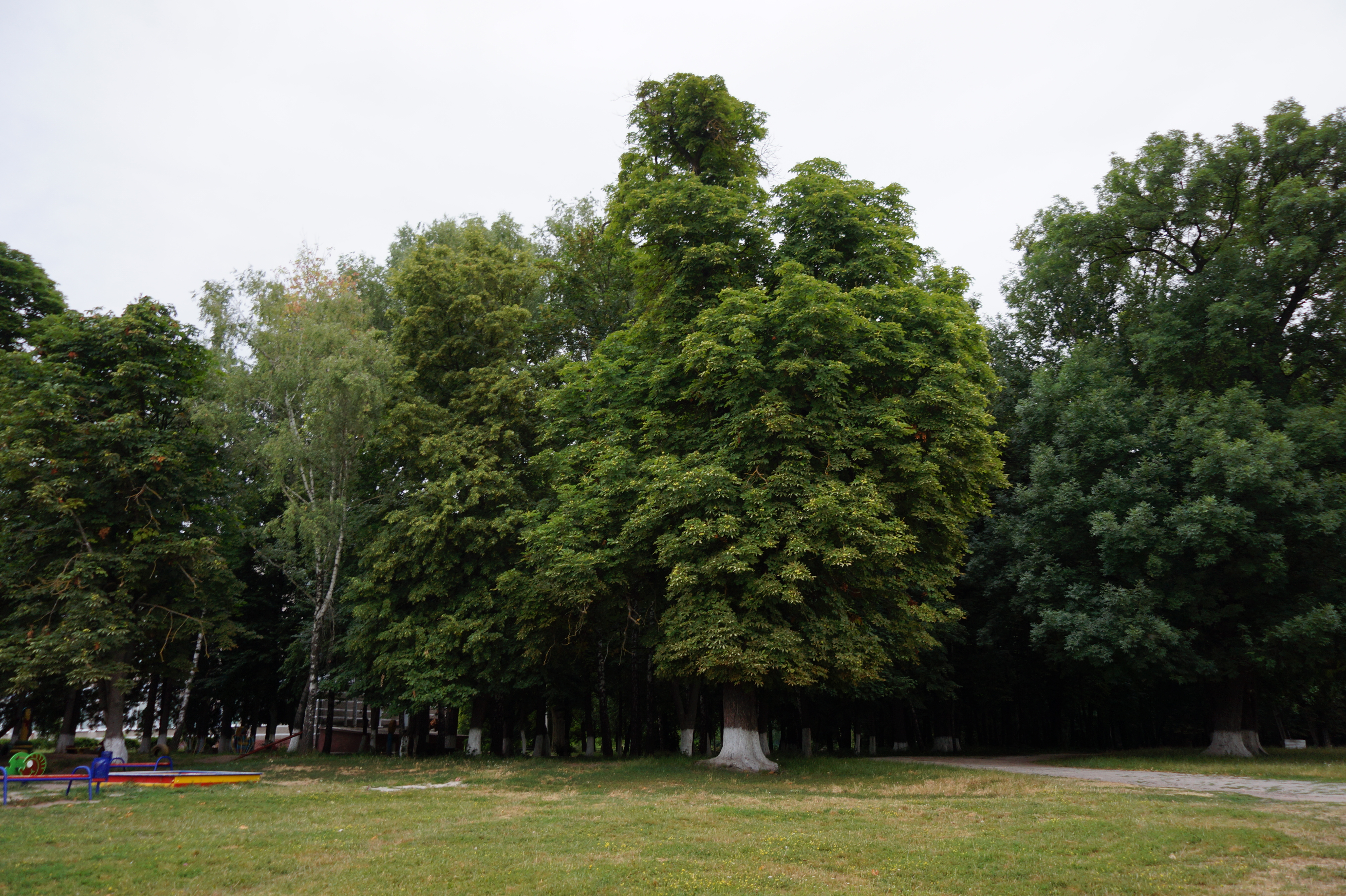
Маківський парк
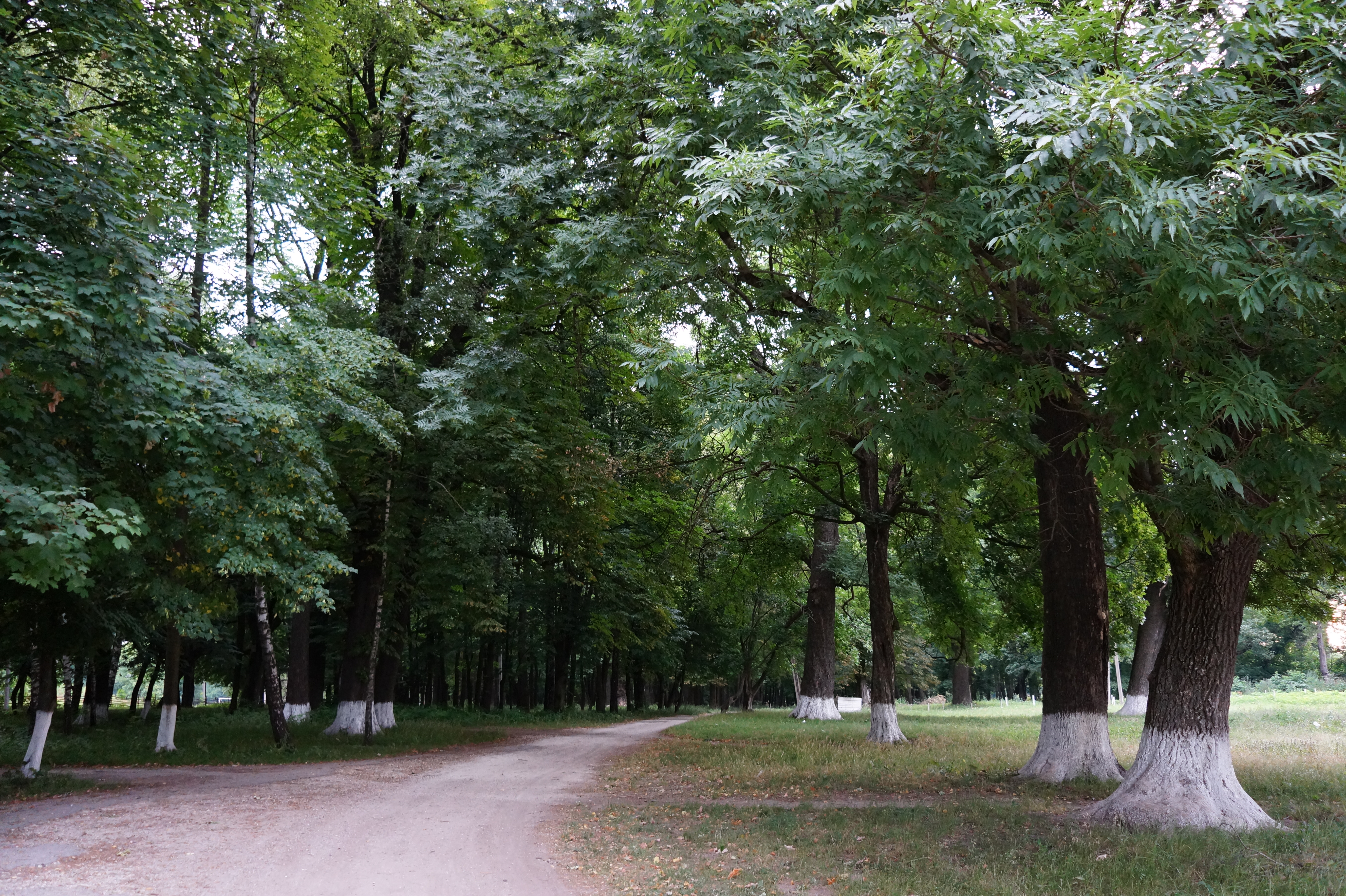
Маківський парк
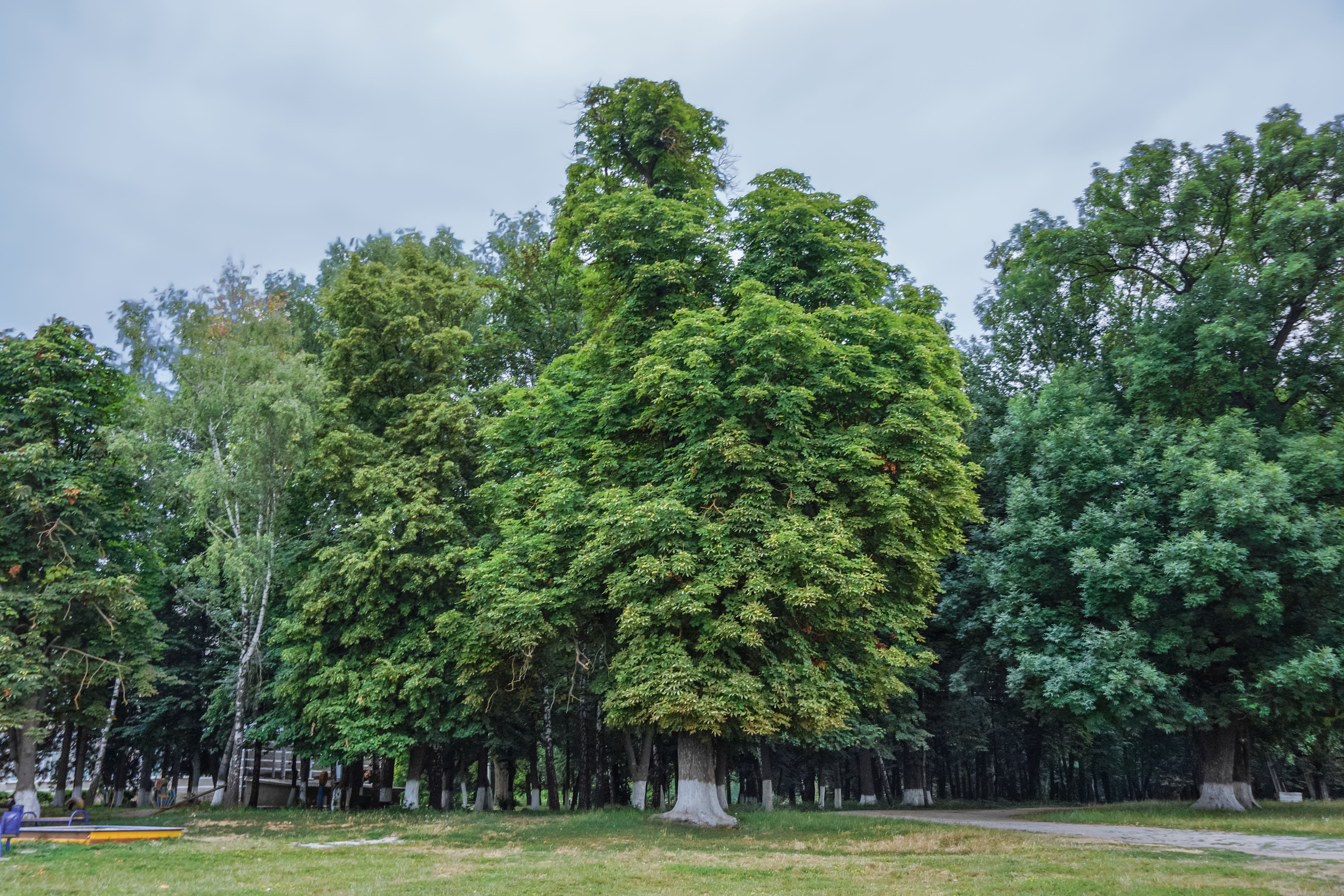
Маківський парк
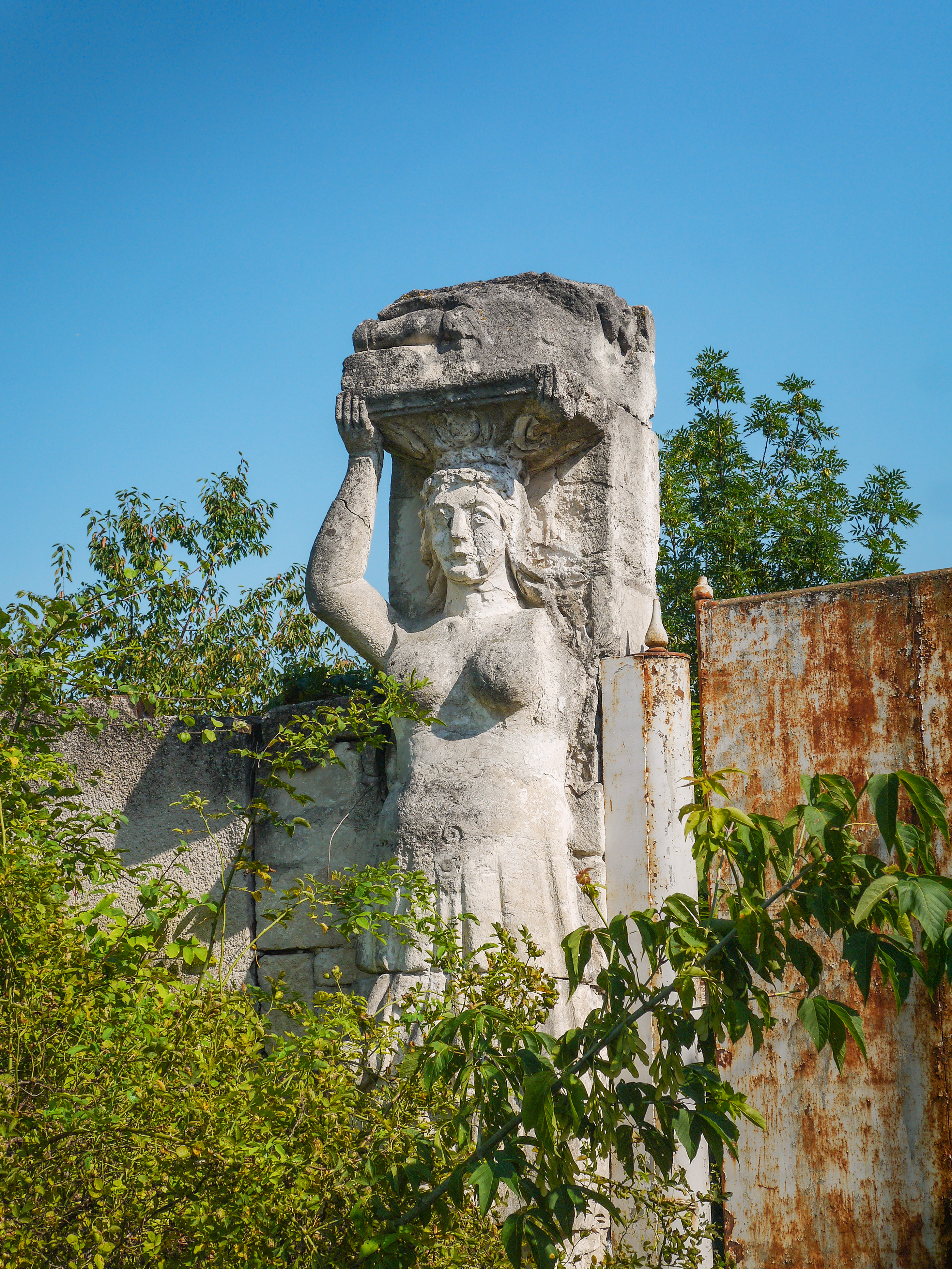
Каріатида в'їзної брами
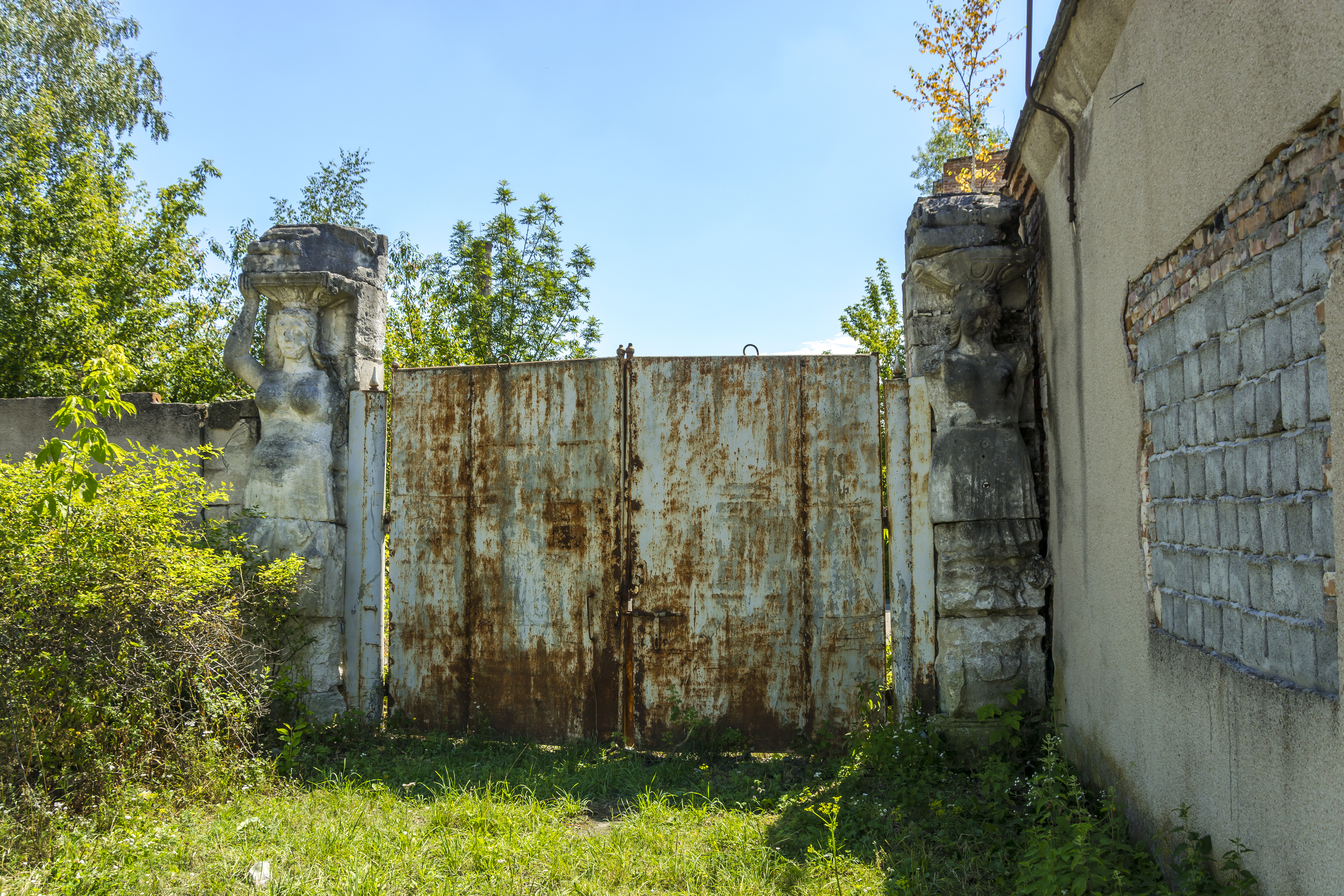
В'їзна брама, село Маків
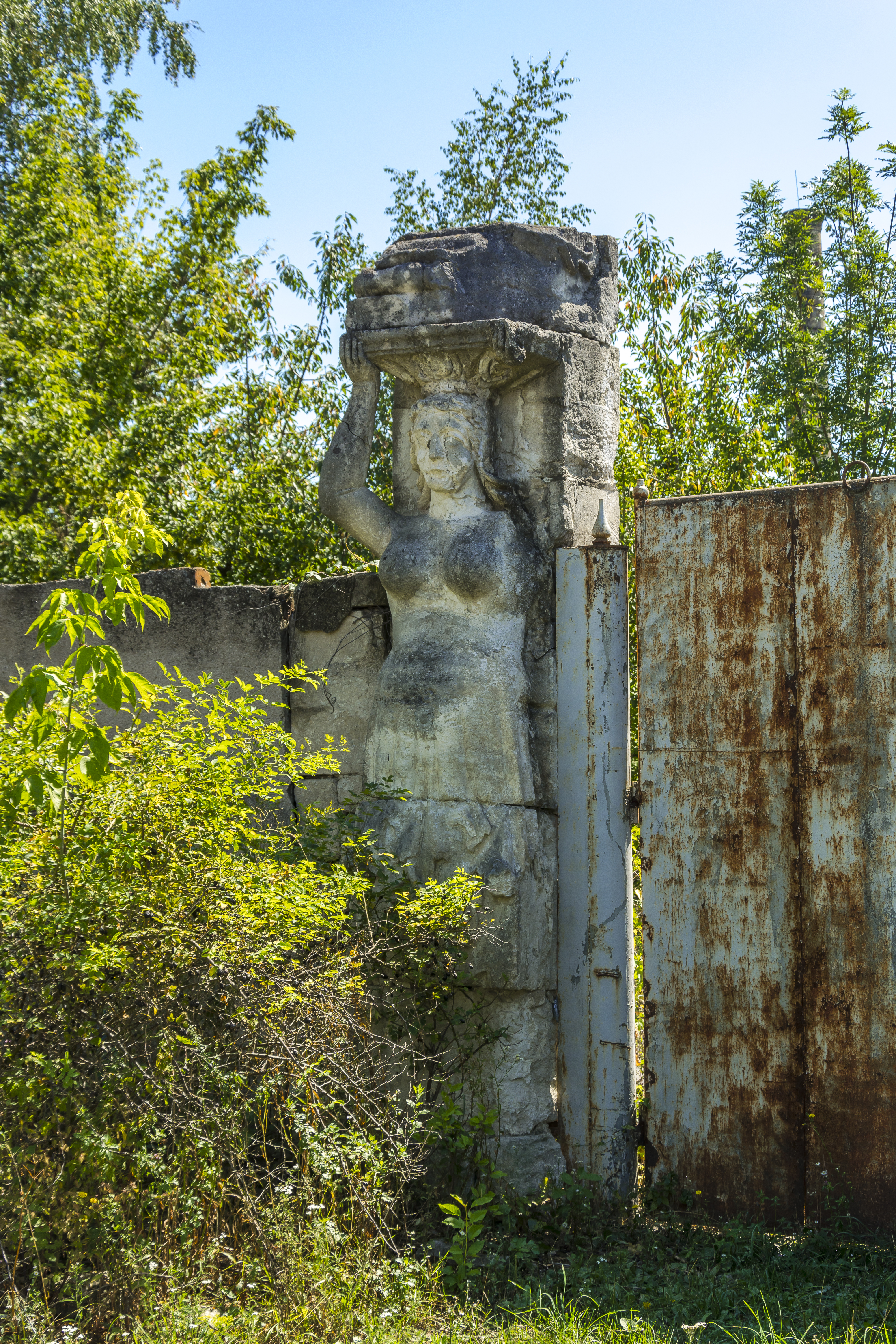
В'їзна брама
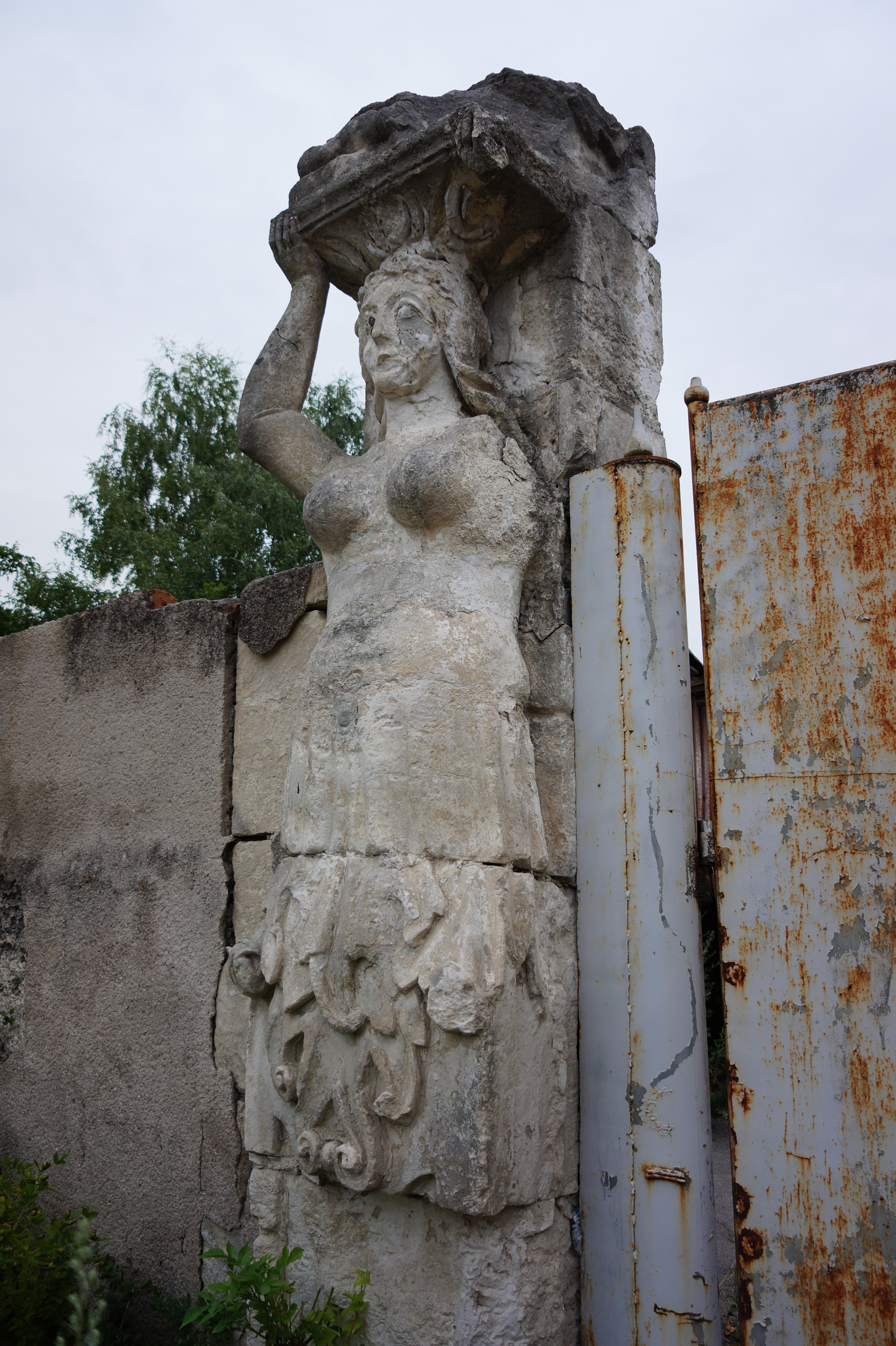
Каріатида
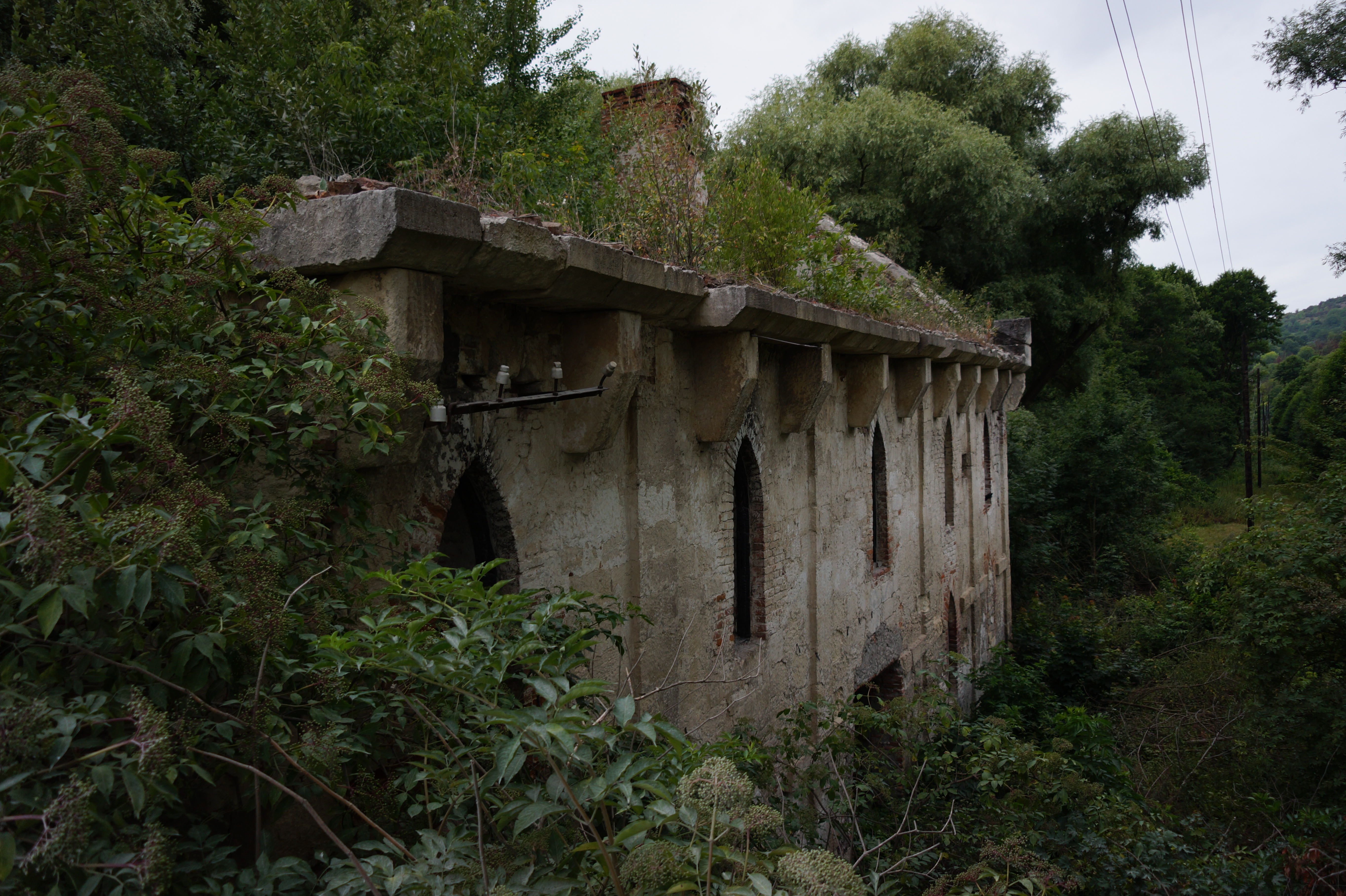
Млин
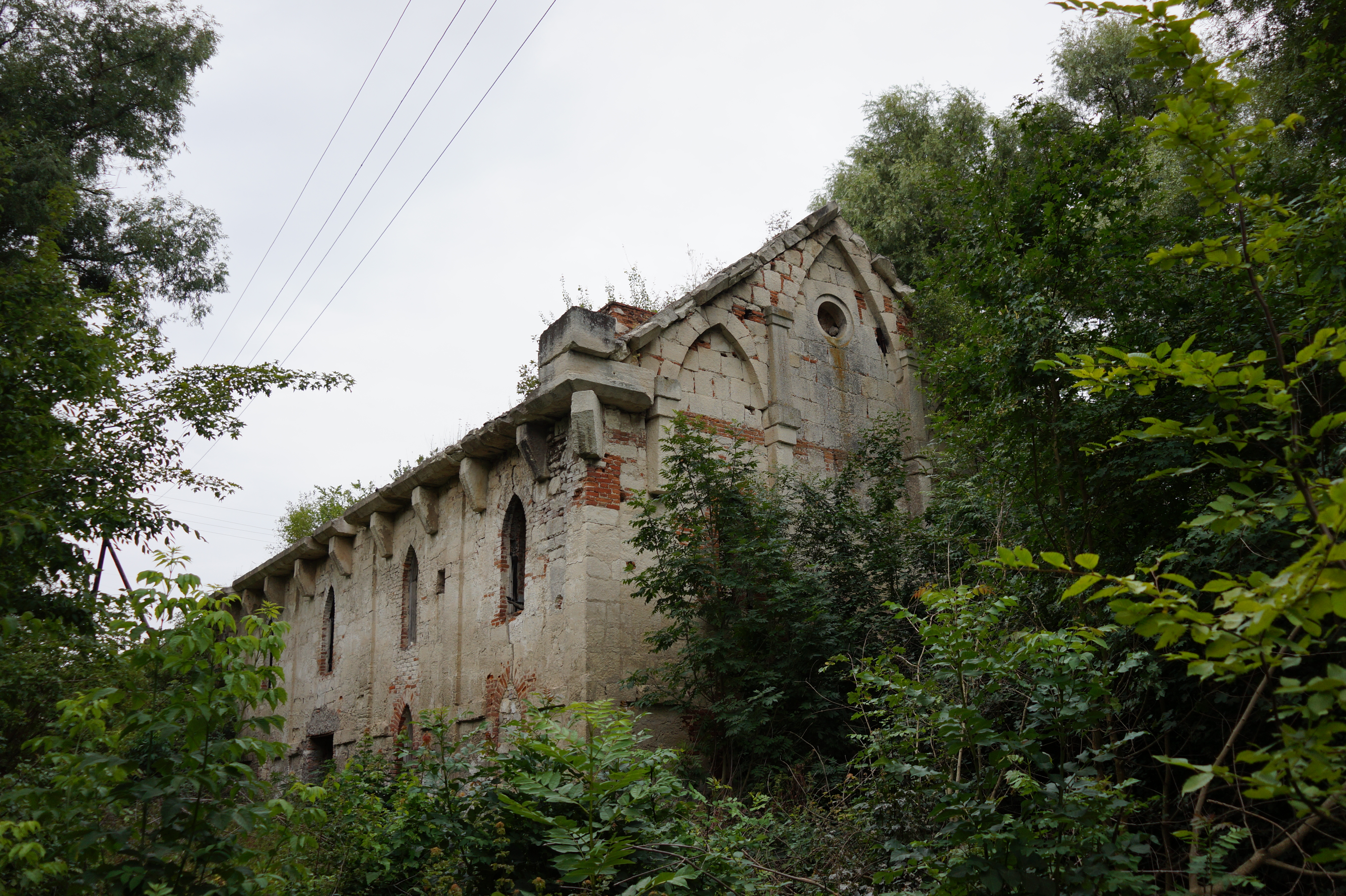
Маків, Водяний млин
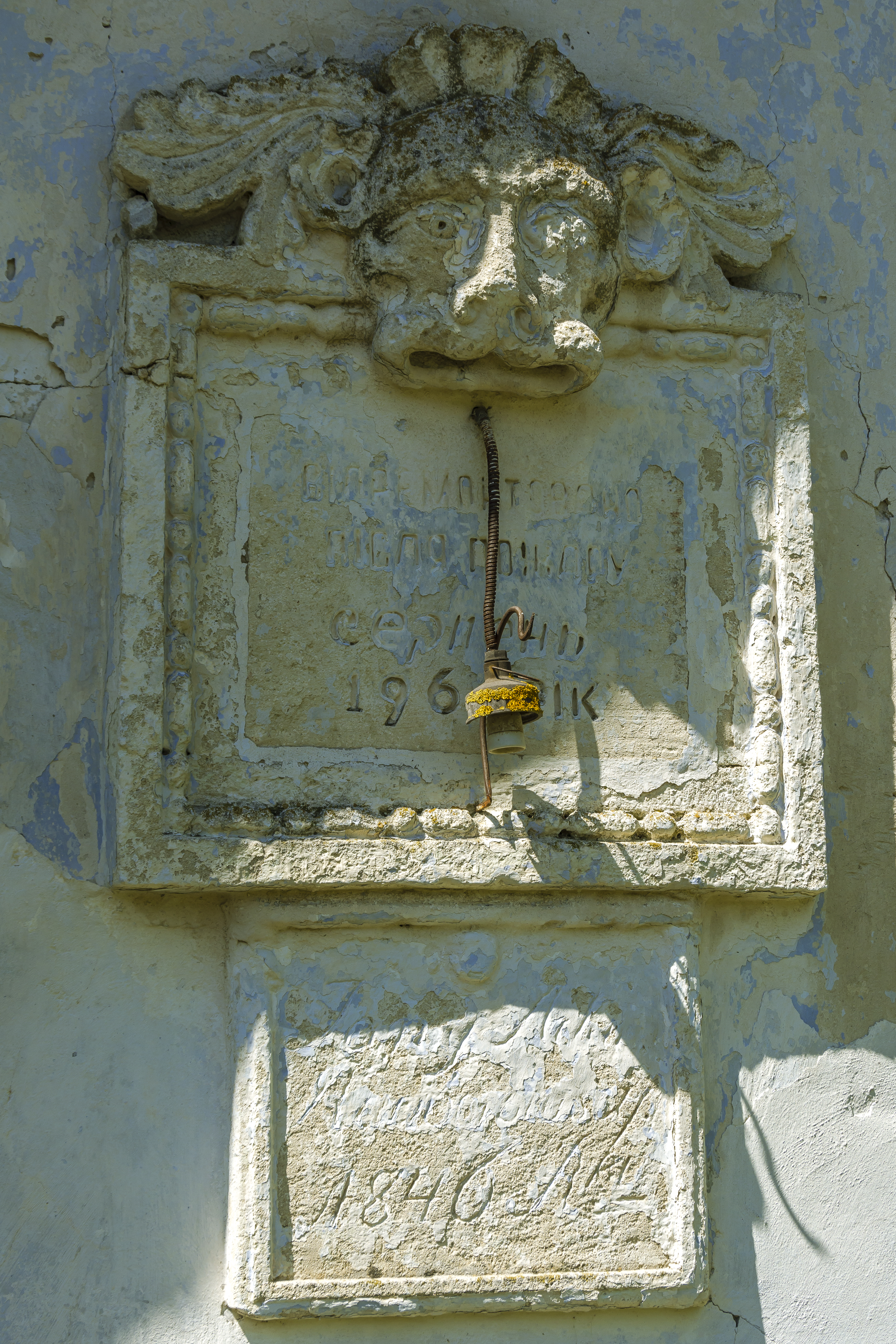
Село Маків млин
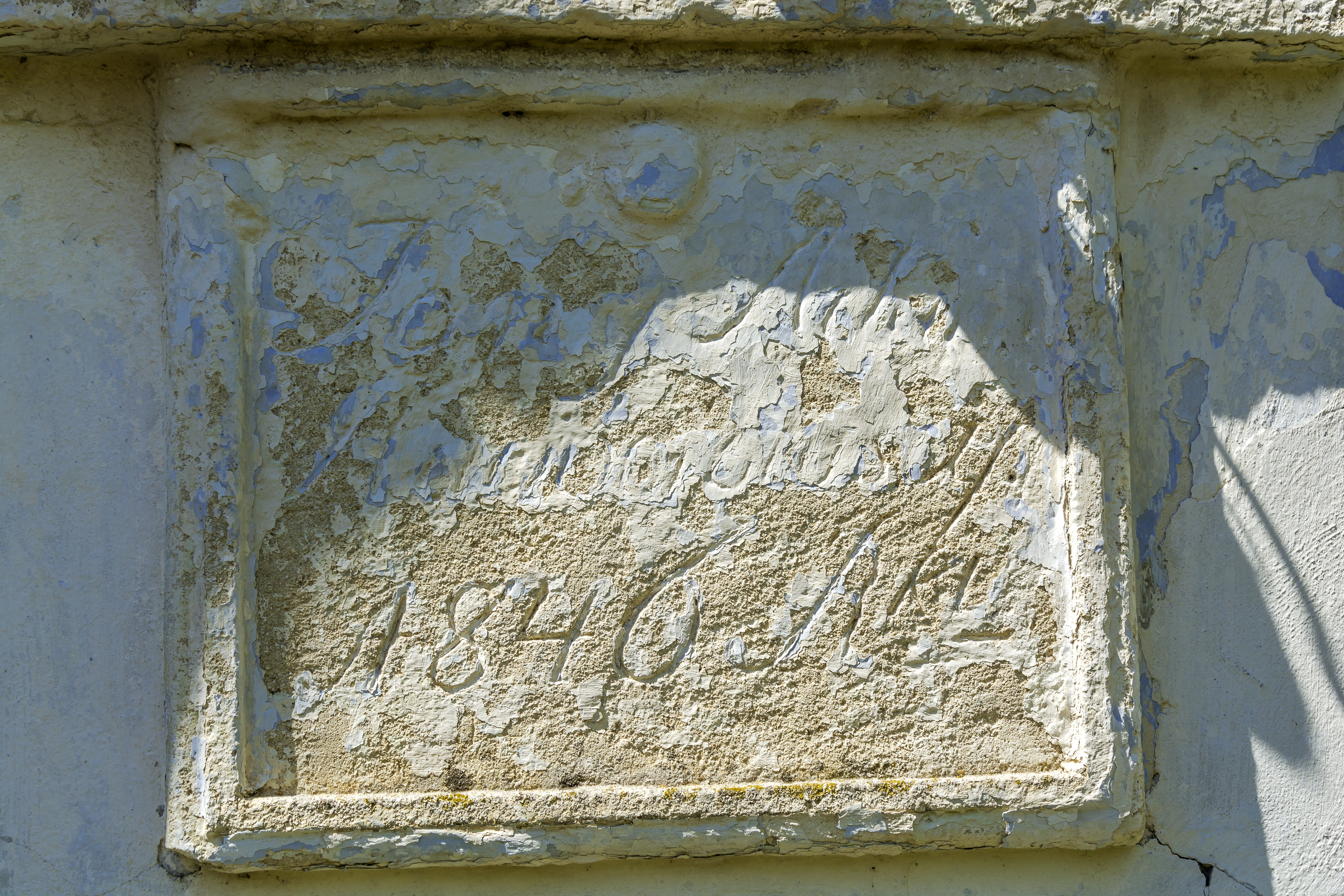
Млин, село Маків
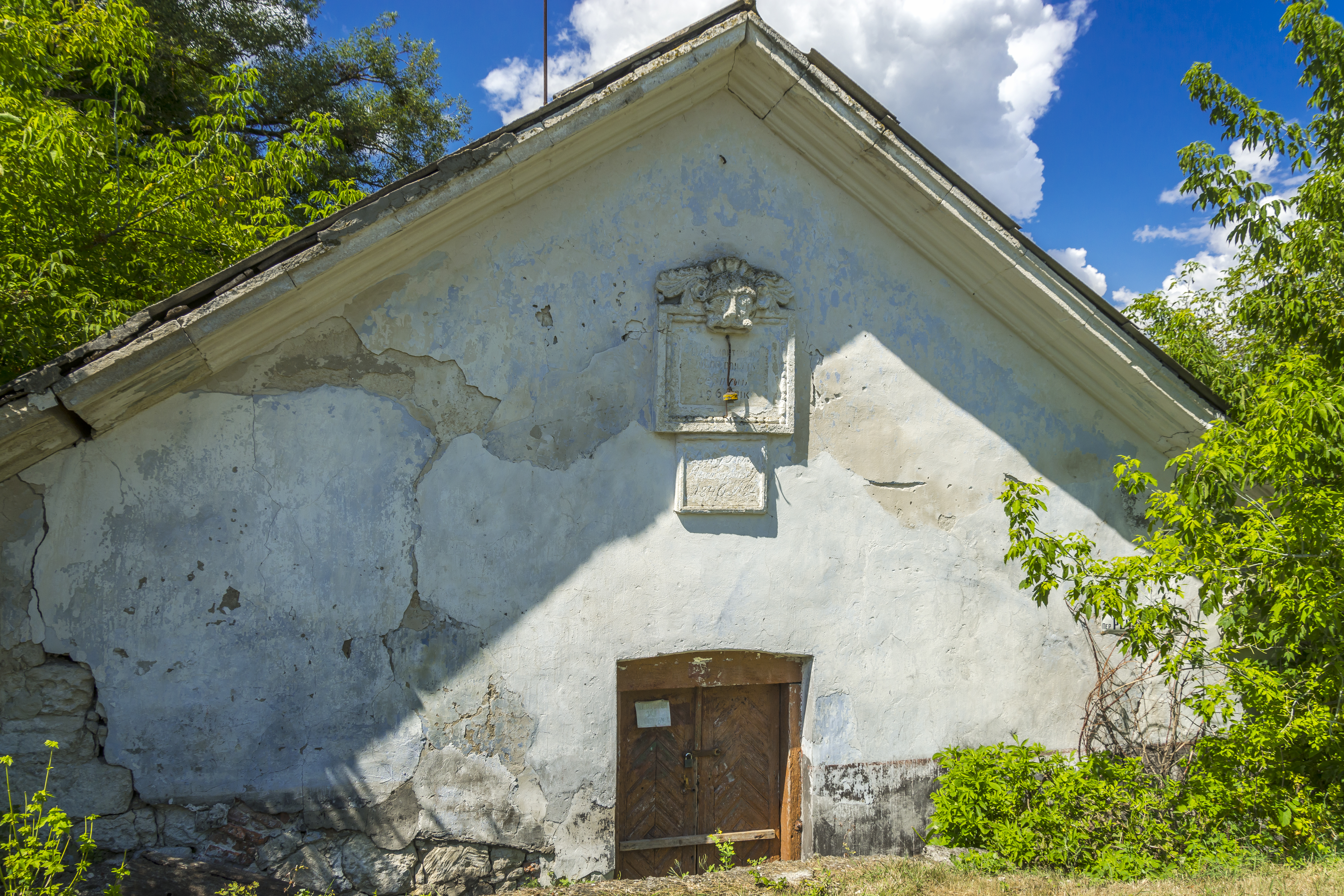
Водяний млин, село Маків
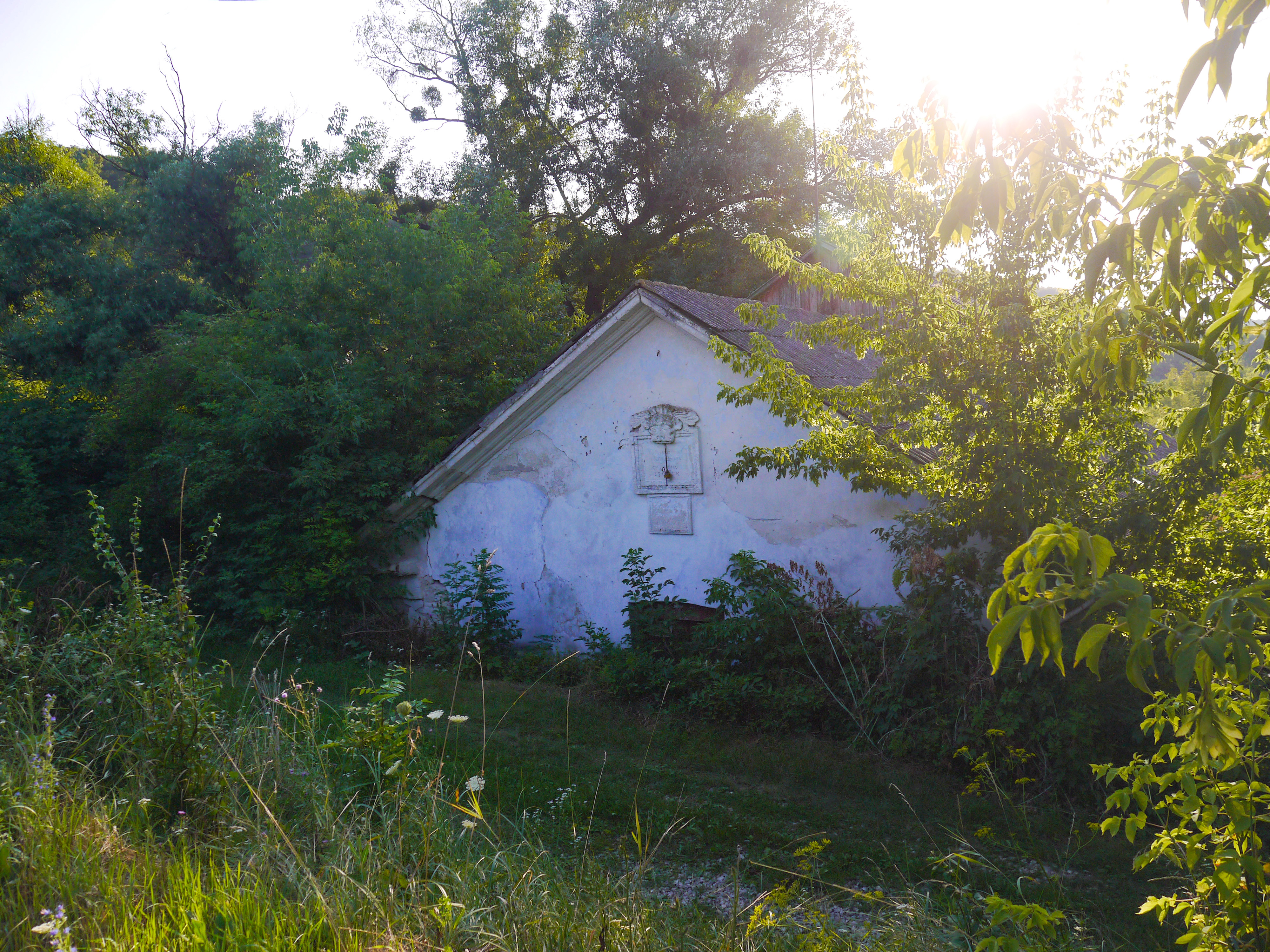
Водяний млин